# Тигр (бронеавтомобиль)
«Тигр» — российский многоцелевой автомобиль повышенной проходимости, бронеавтомобиль, армейский автомобиль-внедорожник.
«Тигр» и его модификации производится на Арзамасском машиностроительном заводе с двигателями ЯМЗ-5347-10 (Россия), Cummins B-205. Некоторые ранние образцы оснащались двигателями ГАЗ-562 (лицензионный Steyr-Daimler-Puch), Cummins B-180 и B-215.

## История создания
Непосредственным заказчиком многоцелевого транспортного средства выступала фирма Bin Jabr Group Ltd (BJG) из ОАЭ, выделив на разработку и изготовление опытных образцов 60 миллионов долларов США. 
Главным исполнителем и координатором проекта стала дочерняя фирма Горьковского автозавода (ОАО «ГАЗ») ЗАО «Промышленные компьютерные технологии» (ПКТ). 
Автор идеи и главный конструктор автомобиля — Александр Коршунов. 
Испытания проводились в НИИЦ автомобильной техники 3-го Центрального НИИ Минобороны России (г. Бронницы, Московская обл.).
Первые три образца автомобилей, которым было присвоено наименование Tiger HMTV, в различных исполнениях, в том числе и бронированный, были представлены в Абу-Даби на Международной выставке вооружения IDEX-2001.
Автомобили заказчику понравились, но без указания причин арабская сторона отказалась от услуг российских конструкторов и специалистов при проведении испытаний автомобилей в ОАЭ, предусмотренных контрактом, который был расторгнут. Автомобили и часть конструкторской документации остались у компании BJG, которая после доработки конструкции машины совместно с зарубежными специалистами начала с июня 2005 года производство идентичных бронеавтомобилей Nimr ("тигр") в различных исполнениях.
Так у ГАЗа остался задел — разработанный автомобиль. По решению директора ГАЗа в 2002 году собрали три автомобиля в различном исполнении (с бронированным трёхдверным корпусом, небронированным двухдверным корпусом с тентованным кузовом и небронированным четырёхдверным корпусом с тентованным кузовом) второй серии — с иной внешностью и интерьером. Именно их под названием ГАЗ-2975 «Тигр» представили на МIMS-2002.
После того, как в конце того же года два опытных образца автомобиля поступили в московский СОБР в опытную эксплуатацию, машиной заинтересовалось руководство МВД России и выступило заказчиком «Тигров». 
Серийное производство автомобилей «Тигр» организовали на Арзамасском машиностроительном заводе (АМЗ) в 2005 году, где осуществляется и по сегодняшний день; на Горьковском автозаводе автомобили «Тигр» выпускался до марта 2001 года.
На ПАО «АМЗ» (входит в периметр управления ООО «Военно-промышленная компания») серийно производились следующие модели автомобиля «Тигр»:
- ГАЗ-233034 — СПМ-1 «Тигр», уровень баллистической защиты по 3 классу;
- ГАЗ-233036 — СПМ-2 «Тигр», уровень баллистической защиты по 5 классу;
- ГАЗ-233014 — СТС «Тигр» специальное транспортное средство, армейский вариант бронированного автомобиля, уровень баллистической защиты по 3 классу;
- ГАЗ-233001 «Тигр» — автомобиль повышенной проходимости в небронированном пятидверном корпусе.

Производство «Тигров» различных модификаций также осуществляется в КНР на Пекинской автомобильной фабрике Яньцзинь (北京中资燕京汽车有限公司).
В декабре 2021 года завершились государственные испытания бронеавтомобиля «Атлет» — машины такого же класса, что и «Тигр». Появление конкурента, вероятно, приведёт к снижению российских закупок «Тигра» и переходу в будущем части эксплуатантов на новую машину.

## Конструкция
Автомобиль предназначен для перевозки людей и различных грузов по дорогам и бездорожью. Представляет собой шасси рамной конструкции, несущее на себе основную часть агрегатов и кузов. Кузов автомобиля — цельнометаллический однообъёмный пятидверный с грузовым отсеком, рассчитан на перевозку четырёх человек и до 1500 кг груза (бронированный трёхдверный однообъёмный, рассчитан на перевозку 6—9 человек и 1200 кг груза — для армейского и полицейских вариантов машины). Грузовое отделение отделено от пассажирского перегородкой, оборудовано сиденьями, на которых можно дополнительно разместить 2—4 человека.
В стандартную комплектацию автомобиля входят: гидроусилитель руля, независимая торсионная подвеска всех колёс с гидравлическими амортизаторами и стабилизаторами поперечной устойчивости, раздаточная коробка с возможностью блокировки межосевого дифференциала, с самоблокирующимися межколёсными дифференциалами повышенного трения, колёсные редукторы, автоматическая подкачка шин с электронным управлением, предпусковой подогреватель, электрическая лебёдка.
На ГАЗ-233001 «Тигр» дополнительно могут быть установлены: кондиционер, аудиосистема, электростеклоподъёмники, дополнительный отопитель, независимый отопитель, антиблокировочная система.
Блокировка межосевого дифференциала включается кнопкой на панели, а понижающий ряд трансмиссии включается рычагом. Межколёсные дифференциалы — кулачковые, самоблокирующиеся. Позаимствованы у БТР, как и сама подвеска колёс на сдвоенных поперечных рычагах. Кроме этого, у БТР взята ещё и централизованная система подкачки шин. В модели АСН-233115 используются бескамерные пневматические шины КМ-115АМ.
Корпус бронированных вариантов «Тигра» сваривается из термообработанных бронелистов толщиной 5 мм (7 мм у СПМ-2), после чего он подвергается отпуску для снятия внутренних напряжений. Бронированная машина тяжелее обычной, со стальным кузовом, на 700 кг. Бронированный кузов получился настолько прочным, что можно было вполне обойтись и без отдельной рамы, как на бронетранспортёрах. Но в целях унификации бронированный кузов сделали съёмным. Так что на одно и то же шасси можно устанавливать разные кузова — закрытые пассажирские, бронированные, с грузовой платформой. «Тигр» может перевозить полторы тонны груза.
Двигатель Cummins B205, шестицилиндровый рядный, с турбонаддувом 205 л. с./150 кВт, производства американской корпорации Cummins Inc.
Стоимость гражданского «Тигра» составляет 100 000—120 000 долларов США, в зависимости от модификации.
Преимущества перед БМП и БТР

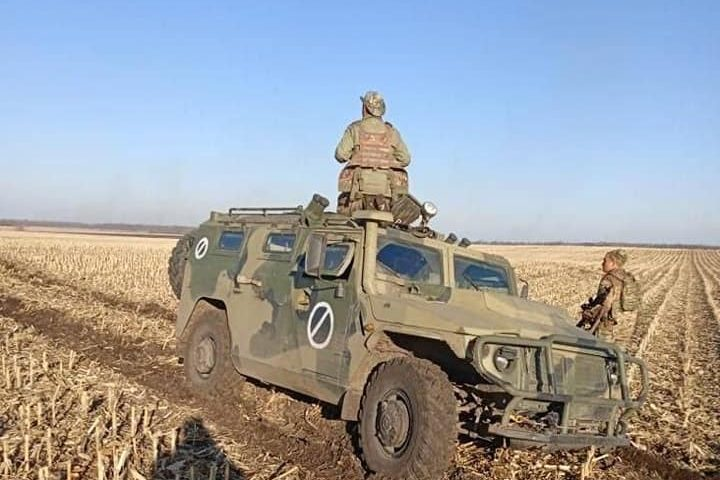
Застрявший на пашне Тигр

На бронеавтомобилях стоят кондиционер, антиблокировочная система, автоматический поддув колёс, возможна установка АКПП. «Тигр» весит значительно меньше, чем БТР-80/А. Вооружение броневика может быть разнообразным: АГС-17, Корд, ПКМ, 30-мм пушка, ПЗРК «Верба», ПТРК «Корнет».
Недостаток — невозможность плавать. Однако надо учитывать, что БТР и БМП почти никогда не переправлялись в боевых условиях. Скорость на плаву, например, у БМП-2 составляет 7 км/ч, у БМП-3 — 10 км/ч, что делает их отличными мишенями, а также не позволяет в перспективе наращивать бронирование. Кроме того, БМП при сильном течении могут испытывать трудности вплоть до полной невозможности переправы.

## Модификации

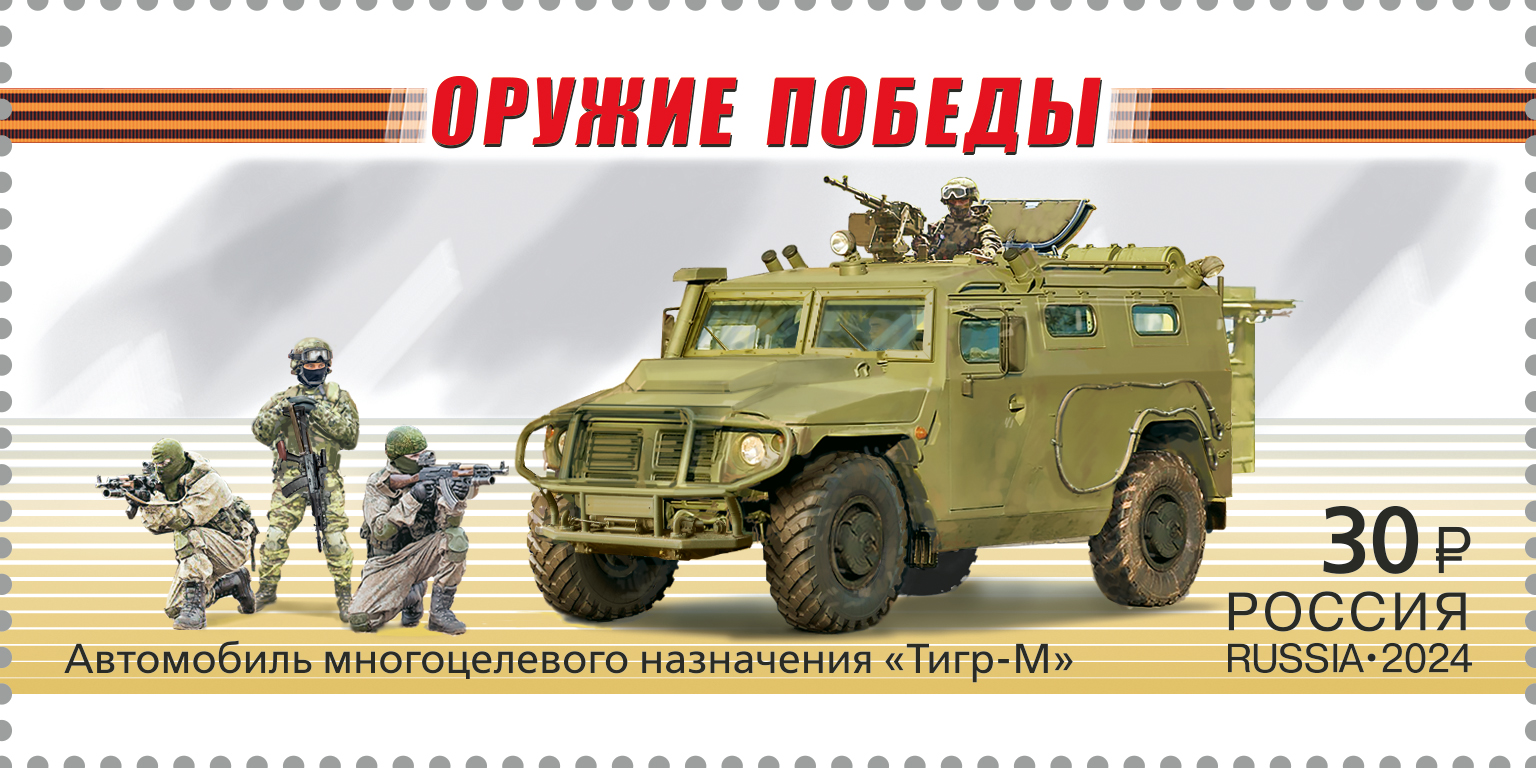
Почтовая марка, 2024 год. Оружие Победы. Современная военная техника. Автомобиль многоцелевого назначения «Тигр-М»

### ГАЗ-2975
Прототип автомобиля ГАЗ-2330. Автомобиль повышенной проходимости с трёхдверным кузовом универсал, небронированный, до сертификации.
Технические характеристики
- Дорожный просвет, мм — 400
- Грузоподъёмность, кг — 1500
- Шины, размерность — 335/80 R20
- Снаряжённая масса автомобиля, кг — 5300
- Допустимый крен при движении по косогору, град. — 30
- Угол свеса передний/задний, град. — 52 / 52
- Минимальный радиус поворота, м — 8,9
- Стоимость — около 60 тыс. долларов США[17]
- Трансмиссия — 6-МКПП/5-АКПП

### ГАЗ-2330
Многоцелевой внедорожник, выполненный в двух-, трёхдверном небронированном исполнении.
Имеет следующие модификации:
- ГАЗ-23304 — многоцелевой небронированный внедорожник с однообъёмным кузовом пятидверный универсал с задними распашными дверьми.
- ГАЗ-233001/ГАЗ-233011 — многоцелевой небронированный четырёхместный внедорожник с кузовом четырёхдверный пикап и распашными створками грузовой платформы.
- ГАЗ-233002/ГАЗ-233012 — многоцелевой небронированный двухместный внедорожник с кузовом двухдверный пикап и распашными створками грузовой платформы.
- ГАЗ-233003/ГАЗ-233013 — многоцелевой небронированный внедорожник с кузовом трёхдверный универсал с задними распашными дверьми, выполненный как с однообъёмным, так и разделённым салоном.
- ГАЗ-233001 — небронированная гражданская версия «Тигра», второй автомобиль с подобным индексом. Выпущен небольшой серией начиная с 2008 г. Владельцами таких автомобилей стали Никита Михалков, Валерий Шанцев[18], Владимир Жириновский, Андрей Михалков-Кончаловский (продан в Новосибирск, тюнинговому центру). Более широкие продажи автомобиля в розницу планировалось начать в 2009 г., тогда же анонсировано серийное производство на Арзамасском машиностроительном заводе. Автомобиль представлен в двух комплектациях — «люкс» и обычной[15]. 7 мая 2014 года Владимир Жириновский передал свой автомобиль ополченцам на Украину, в Луганскую область.

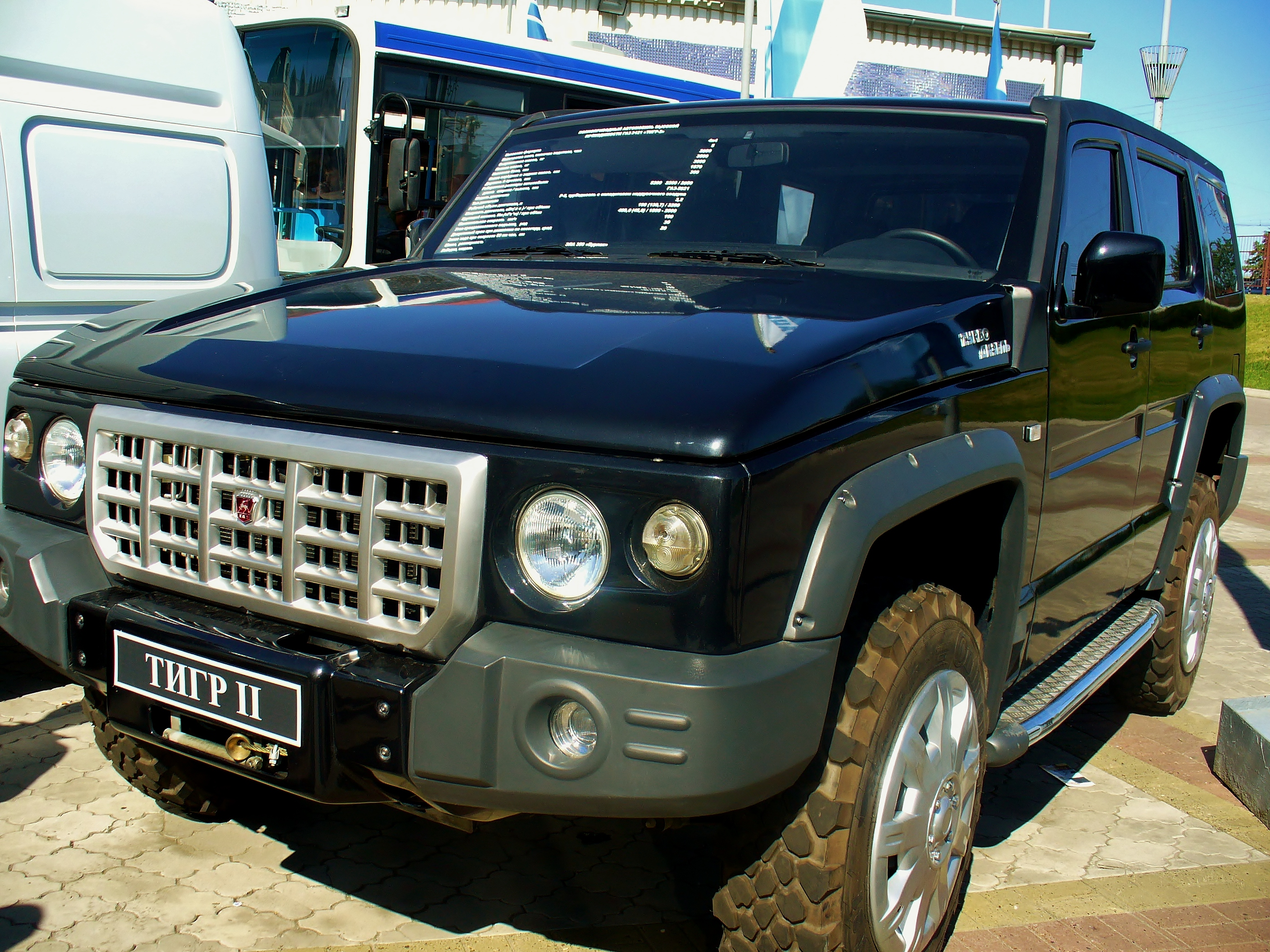
ГАЗ-3121 «Тигр-2» на Автофоруме-2007 в Нижнем Новгороде

- ГАЗ-3121 «Тигр-2» — опытный гражданский внедорожник класса SUV, представленный впервые в сентябре 2006 года на московском автосалоне в экспозиции «Русские автомобили». Информацию о запуске производства нового «Тигра-2» огласил управляющий директор Арзамасского машиностроительного завода Василий Шупранов.

База внедорожника осталась без каких-либо изменений, её со стандартным армейским «Тигром» объединяет даже система централизованной подкачки шин. Гражданский вариант комплектовался турбодизелями Steyr с мощностью 190 л. с. или шестицилиндровым Cummins B205 мощностью 205 л. с. и рассчитан на скорости до 140—160 км/ч. Некоторые детали для салона внедорожника были позаимствованы у «Газели» и «Волги», а по внешнему дизайну прослеживалось сходство со стилем Hummer H2. При массе в 3500 кг грузоподъёмность «Тигр-2» равна 1200 кг, расход топлива на 100 км равен 15 литрам. Длина внедорожника — 5700 мм, ширина и высота — 2300 мм, дорожный просвет — 400 мм, колёсная база — 3300 мм, где передняя и задняя колея — 1840 мм. По сравнению с военной модификацией новый «Тигр-2» стал легче на 2800 кг. Цена Тигра-2 планировалась на уровне 120 тыс. $, или примерно 7 650 000 рублей.

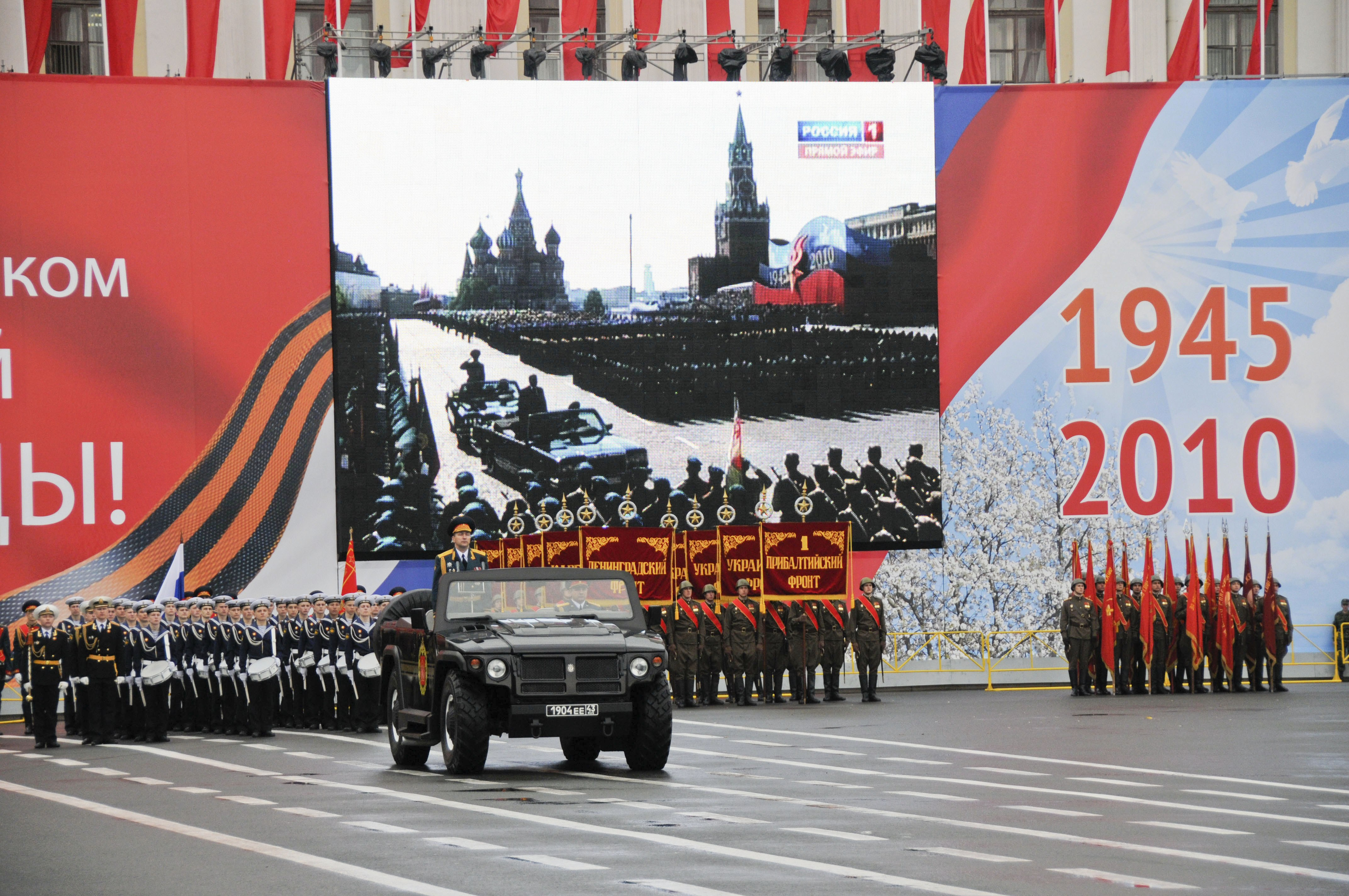
ГАЗ-СП46 на военном параде в Санкт-Петербурге

- ГАЗ-СП46 — в 2007 г. было принято решение о подготовке и использовании автомобилей «Тигр» в качестве парадных автомобилей. В парадном «Тигре» использован двухдверный открытый кузов типа «кабриолет», обеспечивающий эргономически удобный и облегчённый вход-выход принимающего парад. Автомобиль комплектовался жёсткой съёмной крышей.

Для отделки трёхместного салона (два места спереди + одно сиденье в задней части) были использованы натуральные отделочные материалы и элитная отделка интерьера салона кожей, соответствующие уровню современных автомобилей VIP-класса. Для удобства движения на автомобиле стоя в салоне оборудована ручка-поручень с регулировкой по высоте. В багажнике в кормовой части машины размещалось снимаемое на время парада запасное колесо и аппаратура спецсвязи типа «Репетиция». Плавность хода при проведении торжественных мероприятий на парадном «Тигре» обеспечивается автоматической коробкой передач Allison Transmission серии 1000 (используемая и на Хаммерах H1). В качестве двигателя был использован Cummins B мощностью 205 л. с. Масса автомобиля была снижена с 7200 до 4750 килограмм.
В ноябре 2008 года один образец нового парадного «Тигра» был представлен министру обороны Анатолию Сердюкову на показе техники, выпускаемой ООО «ВПК». В итоге, три автомобиля были приняты на баланс Министерства обороны и переданы в Ленинградский военный округ для участия в парадном расчёте при проведении Парада Победы 9 мая 2009 года на Дворцовой площади в Санкт-Петербурге по случаю 64-й годовщины Победы в Отечественной войне. Автомобили принимали участие в парадах с 2009 по 2014 год.
- СТС ГАЗ-233014 — специальное транспортное средство — армейский бронированный вариант. Трёхдверный бронекорпус обшит противоосколочным покрытием АОЗ на основе арамидной нити. 4-тактный дизельный двигатель Cummins В-205 с турбонаддувом обеспечивает удельную мощность не менее 27 л. с./т. СТС ГАЗ-233014 был принят на снабжение подразделений ГУ ГШ ВС РФ приказом министра обороны РФ 6 марта 2007 года. Машины принимали участие в аннексии Крыма[22].

### СПМ-1 ГАЗ-233034
Специальная полицейская машина СПМ-1 ГАЗ-233034 предназначена для использования в качестве транспортного средства и оперативно-служебной машины МВД России при проведении контртеррористических операций, выполнении задач территориальной обороны, оказании содействия ФПС России, включая транспортирование личного состава при совершении марша, защиты экипажа от огнестрельного оружия и поражающих факторов взрывных устройств.
Штурмовой автомобиль «Абаим-Абанат»

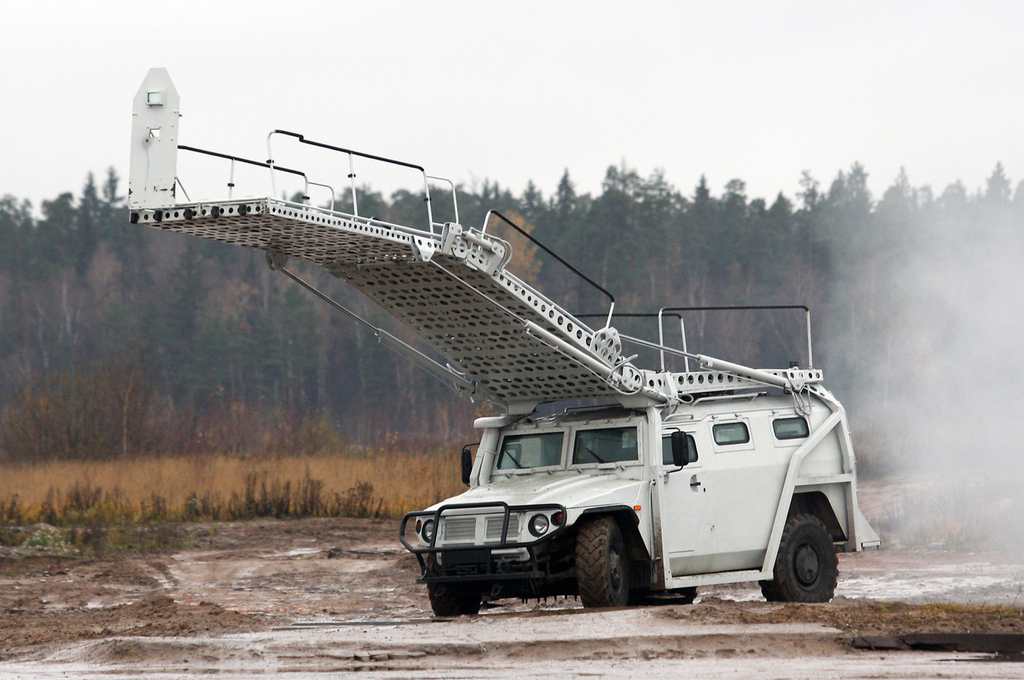
«Абаим-Абанат»

Штурмовой разградительно-заградительный спецавтомобиль «Абаим-Абанат». Изготовлен на базе ГАЗ-233034 (СПМ-1). Предназначен для обеспечения возможности преодоления препятствий и проникновения боевой группы в здания на уровне второго и третьего этажа. Имеет штурмовую лестницу (трап), управляемую из кабины водителя специальным пультом. Также имеет три штурмовых щита, устанавливаемых на окончание штурмовой лестницы.
СБРМ

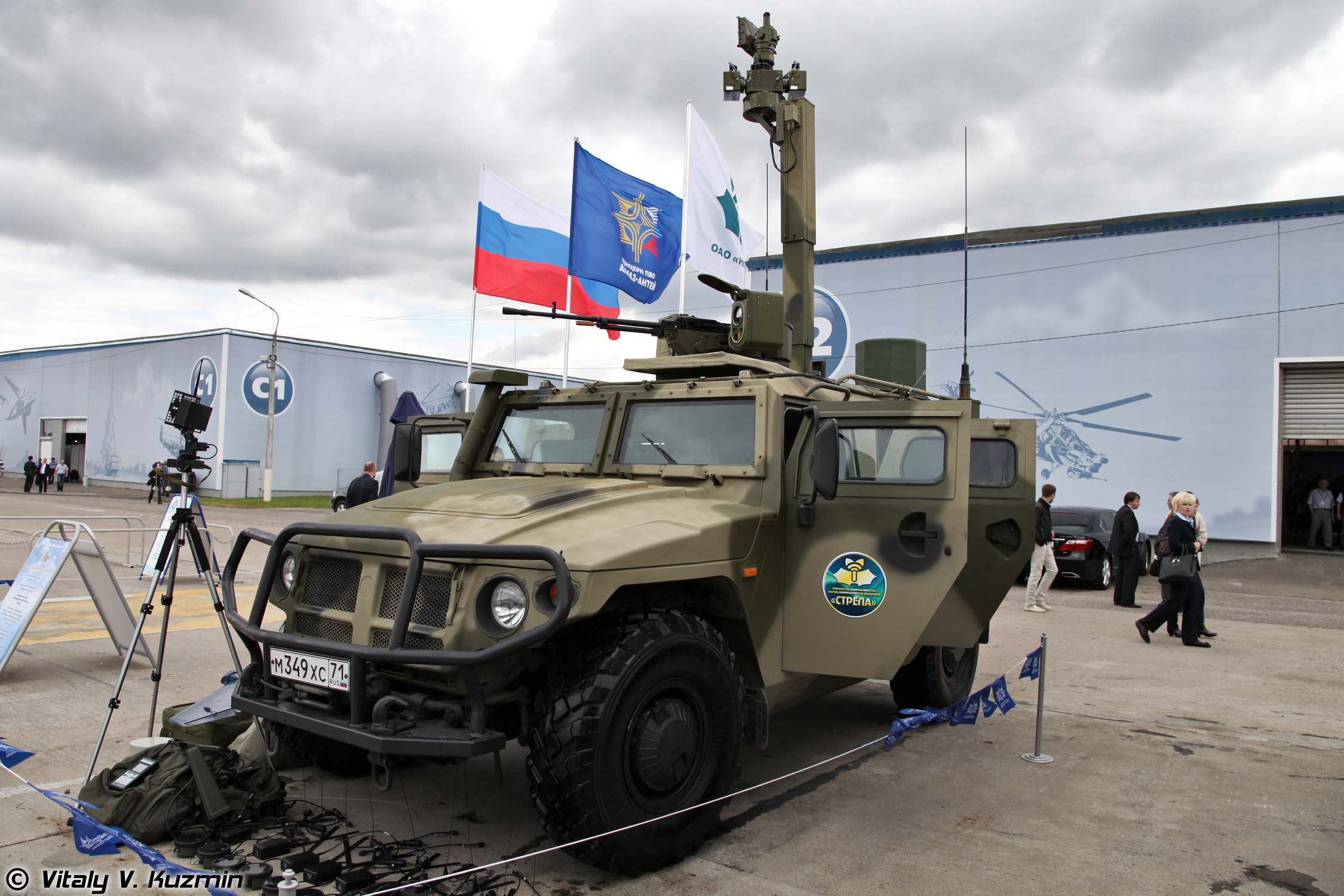
СБРМ на выставке «Технологии в машиностроении-2012»

СБРМ — служебно-боевая разведывательная машина на шасси СПМ-1 от компании «НПО „Стрела“» (Тула). СБРМ оснащена средствами наблюдения и пулемётом. Экипаж состоит из 3 операторов и водителя. Аппаратура состоит из тепловизионных, радиопеленгационных, оптических, акустических, радиолокационных и сейсмических средств. Бронезащита соответствует третьему классу в бортовой проекции и пятому в лобовой (согласно ГОСТу). Наличествует бортовая информационно-управляющая система (БИУС), дизельная электростанция, кондиционер и отопитель. Основные задачи СБРМ:
- обнаружение низколетящих (БЛА, вертолётов) и наземных объектов (людей, техники);
- привязка координат цели с использованием спутниковой навигации и передачу информации на электронную карту;
- приём информации от БЛА[23].

### СПМ-2 ГАЗ-233036

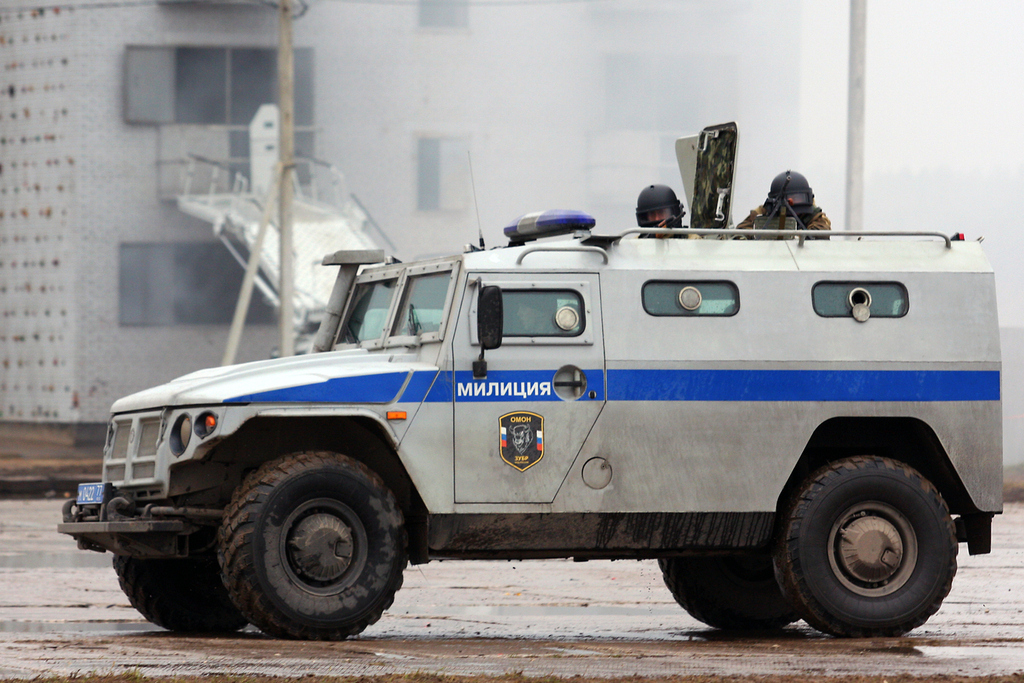
СПМ-2 ОМОН «Зубр» блокирует периметр проведения учений

ГАЗ-233036 (СПМ-2) — имеет 5-й класс баллистической защиты по ГОСТ Р 50963—96. В крыше машины имеется два люка, в бронированных стёклах встроены закрывающиеся бойницы для ведения огня из личного оружия экипажа и десанта, в салоне оборудованы места для размещения водителя, старшего машины и 7 человек десанта. Предусмотрены места для установки радиостанции.
Р-145БМА

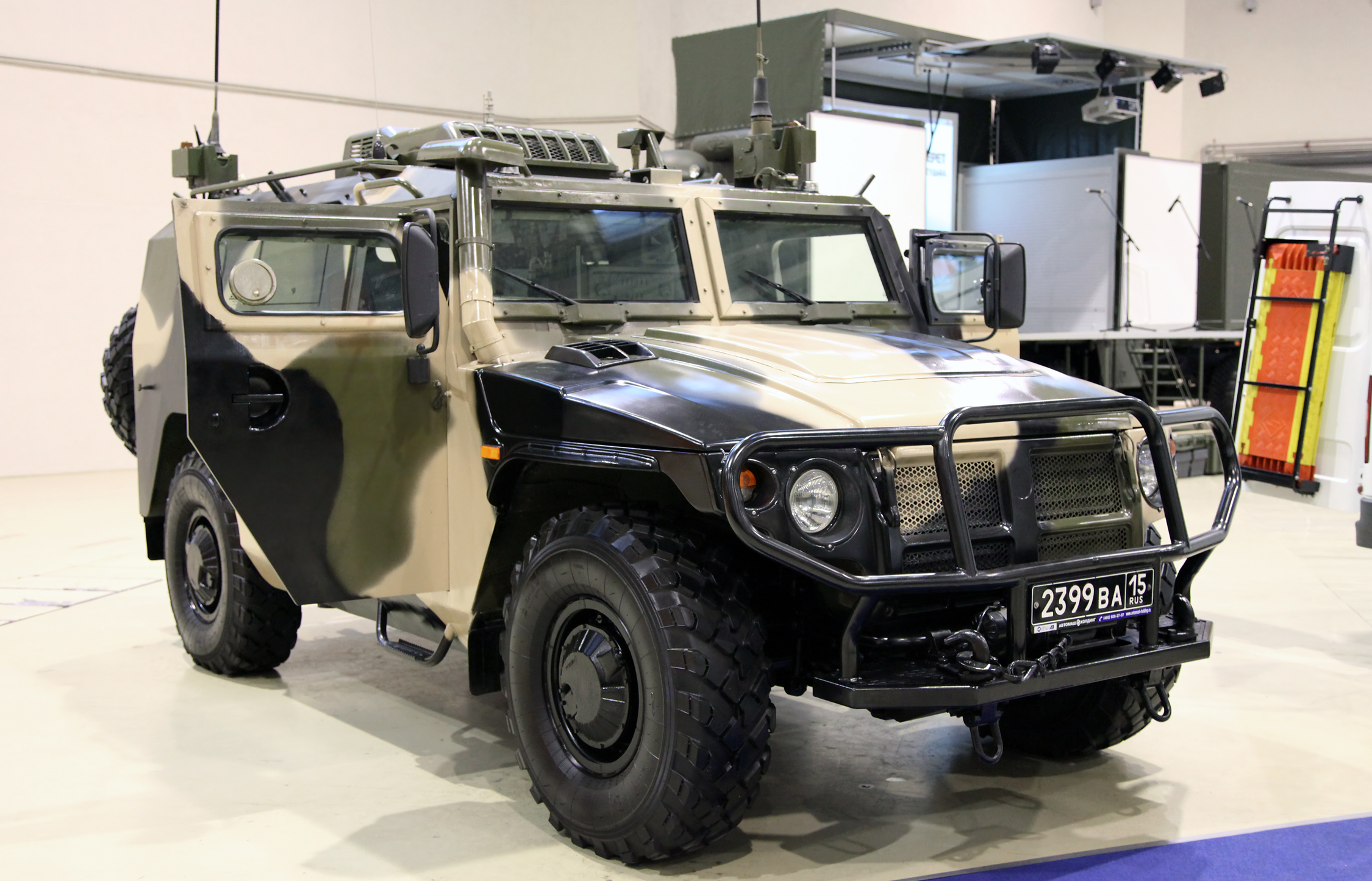
КШМ Р-145БМА на базе ГАЗ-233036 СПМ-2

Командно-штабная машина (КШМ) Р-145БМА предназначена для организации связи командира (руководителя специального мероприятия) на стоянке и во время его перемещения с вышестоящим командованием (руководством федеральных органов исполнительной власти), подчинёнными силами и подразделениями, с взаимодействующими частями, органами управления и местными органами исполнительной власти. Машина унифицирована по корпусу с СПМ-2 и также имеет 5-й класс баллистической защиты по ГОСТ Р 50963—96 по кругу.
АПЕ-МБ
АПЕ-МБ — командно-штабная машина для Внутренних войск МВД на базе СПМ-2. Машина оснащена автоматизированной системой управления АСУ ТЗ. АСУ позволяет осуществлять сбор, обработку и передачу информации о служебно-боевых действиях. Бронезащита по 5 классу защиты по ГОСТ Р 50963—96. КШМ принята на оснащение ВВ МВД России в 2009 году.
П-265
П-265 — полевой подвижный комплекс предоставления инфокоммуникационных услуг (полевая радиостанция). Создан по заказу министерства обороны России для передачи служебной информации по закрытым и открытым каналам связи.
Тигр «проект 420»
Броневик Тигр с 420-сильным двигателем Dodge Cummins ISB объёмом 5,9 л, изначально предназначенным для пикапа Dodge Ram, и автоматической трансмиссией Chrysler 545RFE, так же устанавливаемой на пикапы Dodge. Внешне автомобиль отличался дополнительным воздухозаборником над капотом и увеличенными тормозными барабанами. Время разгона автомобиля до 100 км/ч сократилось с 35 до 23 с по сравнению со стандартными версиями, а максимальная скорость выросла со 140 до 160 км/ч.
Тигр-6А

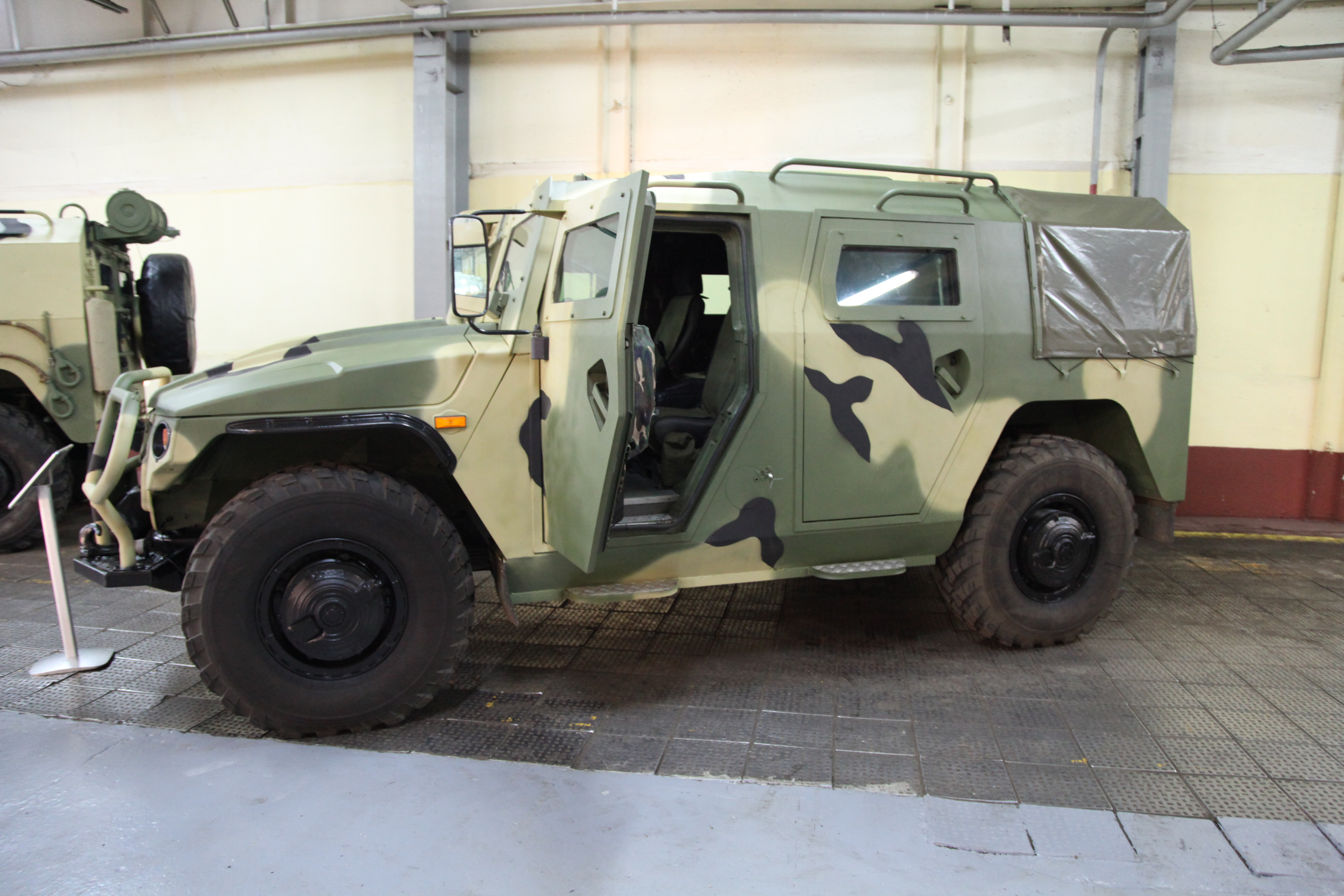
«Тигр-6А»

Специальное транспортное средство (СТС) «Тигр-6А» предназначено для безопасной перевозки командного состава военных структур в условиях боевых действий. Имеет четырёхдверный кузов с усилением бронезащиты от бронебойных пуль калибра 7,62 мм винтовки СВД, то есть соответствует 6а классу защиты по ГОСТ Р 50963—96 или 3 уровню по STANAG 4569. Предположительно — усиление противоминной защиты до Level 2A STANAG (6 кг ВВ под колесом и 3 кг ВВ под днищем кузова). Противоминной защите экипажа (для четырёх человек в креслах) также способствуют специальные амортизированные кресла и подставки для ног, не прикреплённые к полу. По состоянию на ноябрь 2012 г. подтверждающих защиту испытаний не проводилось.
Усиленное бронирование обеспечивает защиту от обстрела с расстояния 5—10 м отечественными винтовочными патронами калибра 7,62 мм с бронебойно-зажигательной пулей Б-32 или патронами 7,62 × 51 мм NATO с бронебойными пулями M948, имеющими вольфрамовый сердечник. 10 октября 2011 г. в СМИ сообщается о том, что опытный образец изготовлен Арзамасским заводом для испытаний. На самом деле прототип автомобиля «Тигр-6А» впервые показан на показе бронетехники в Бронницах 10 июня 2011 г.
Глава автобронетанкового управления Минобороны РФ генерал-майор Александр Шевченко в ноябре 2012 года заявил, что «Тигров» с таким уровнем бронирования на испытания представлено не было. Была озвучена информация, что «Тигра-6А» пока не существует.
СБМ ВПК-233136
СБМ ВПК-233136 — специальная бронированная машина, является дальнейшим развитием СПМ-2 с двигателем ЯМЗ-5347-10, мощностью 215 л. с. В машину внедрён ряд усовершенствованных систем и агрегатов. Бронекорпус обеспечивает защиту экипажа и десанта по 5 классу защиты по ГОСТ Р 50963—96. Моторный отсек защищён бронекапотом. Принят на снабжение МВД России.

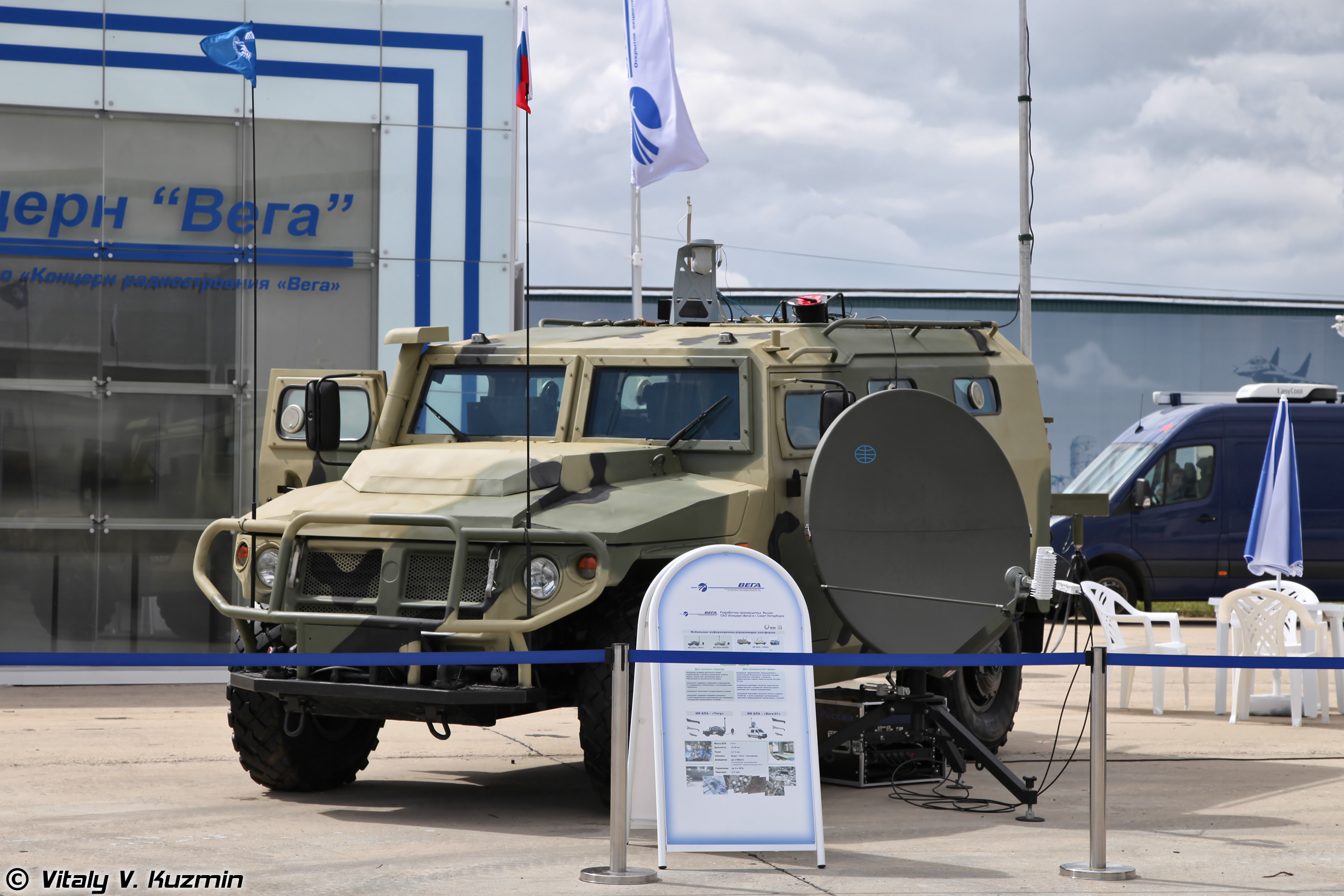
МК-БЛА-01
Шасси для мобильного комплекса БЛА «Ласточка» «Концерна радиостроения „Вега“».
МЗ-304 «Горец»
120-мм минометный комплекс МЗ-304 «Горец» состоит из миномёта 2Б11, интегрированного в бронеавтомобиль «Тигр-М». Миномёт заряжается из салона автомобиля. Комплекс обладает полуавтоматическим заряжанием. «Горец» создан при сотрудничестве «Мотовилихинских заводов» (г. Пермь) и «Военно-промышленной компании». Орудие установлено на корме машины и имеет электроприводы наведения по углу возвышения и по азимуту. Автоматизация системы позволяет артиллерийскому расчёту не покидать машину во время стрельбы. Шасси оснащено аутригерами. «Горец» имеет возможность получать данные о целях от штаба, разведки и дронов. При аварии шасси, миномётчики располагают лафетом и опорной плитой для использования миномёта в обычном режиме и в случае необходимости могут отбуксировать миномёт с помощью другого транспортного средства.

### АМН-233114

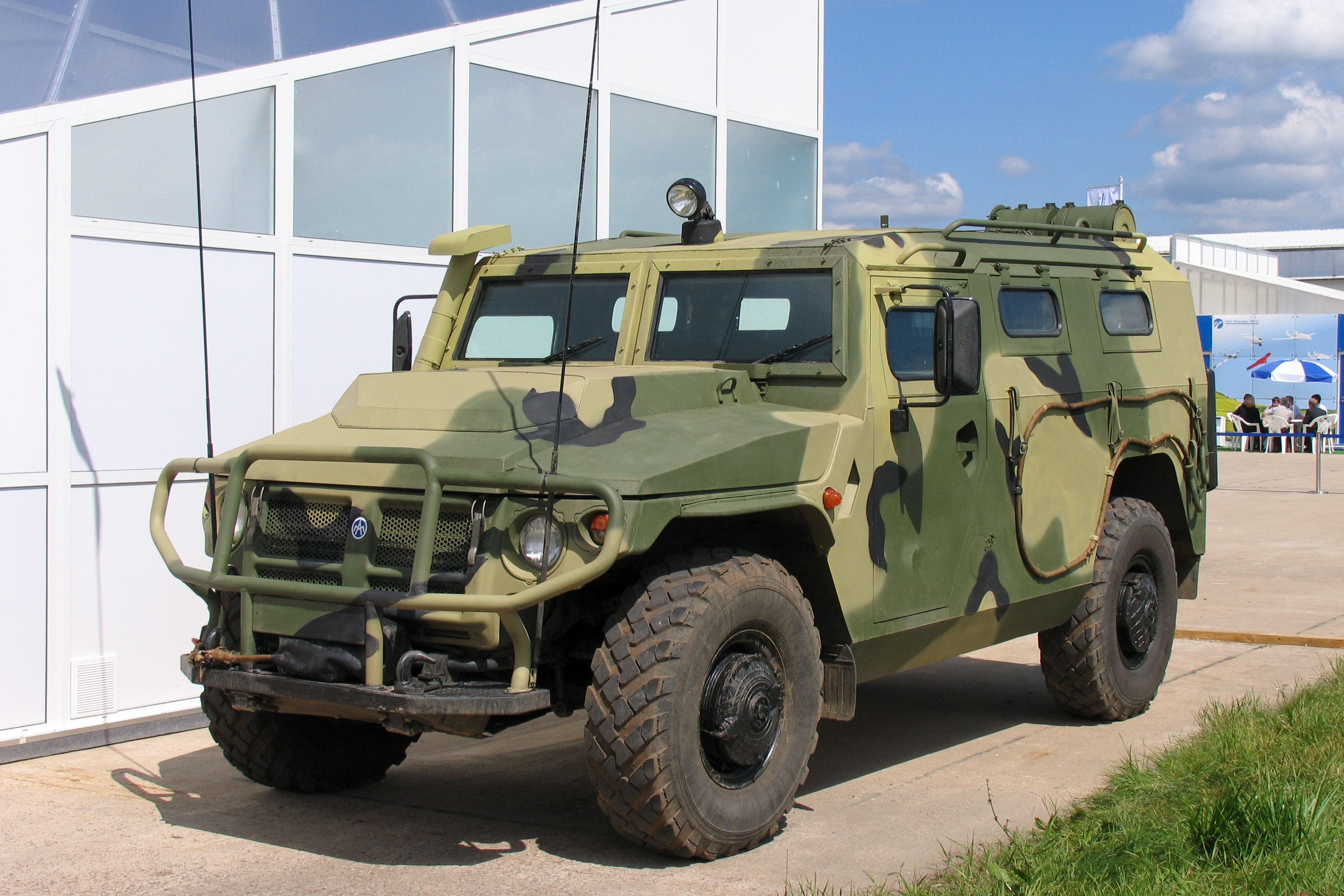
АМН 233114 (он же ВПК-233114)

Во время выставки «Интерполитех-2010» Военно-промышленная компания представила модернизированный автомобиль АМН 233114. На автомобиль установлен новый дизельный двигатель ЯМЗ 5347-10, новый бронированный капот, фильтровентиляционная установка, увеличено количество посадочных мест до 9, поворотная платформа с двустворчатым люком заменена на один распашной люк квадратной формы. Двери оборудованы ригельными замками, улучшена эффективность тормозной системы, установлена принудительная блокировка дифференциалов.
В настоящее время АМН 233114 выпускается серийно и поступает на снабжение в российскую армию и подразделения МВД.
«Рампа-М-Т»
Мобильная защищённая многофункциональная баллистическая РЛС для обеспечения данными подразделения ствольной артиллерии и реактивных систем залпового огня.
МУ-КАС

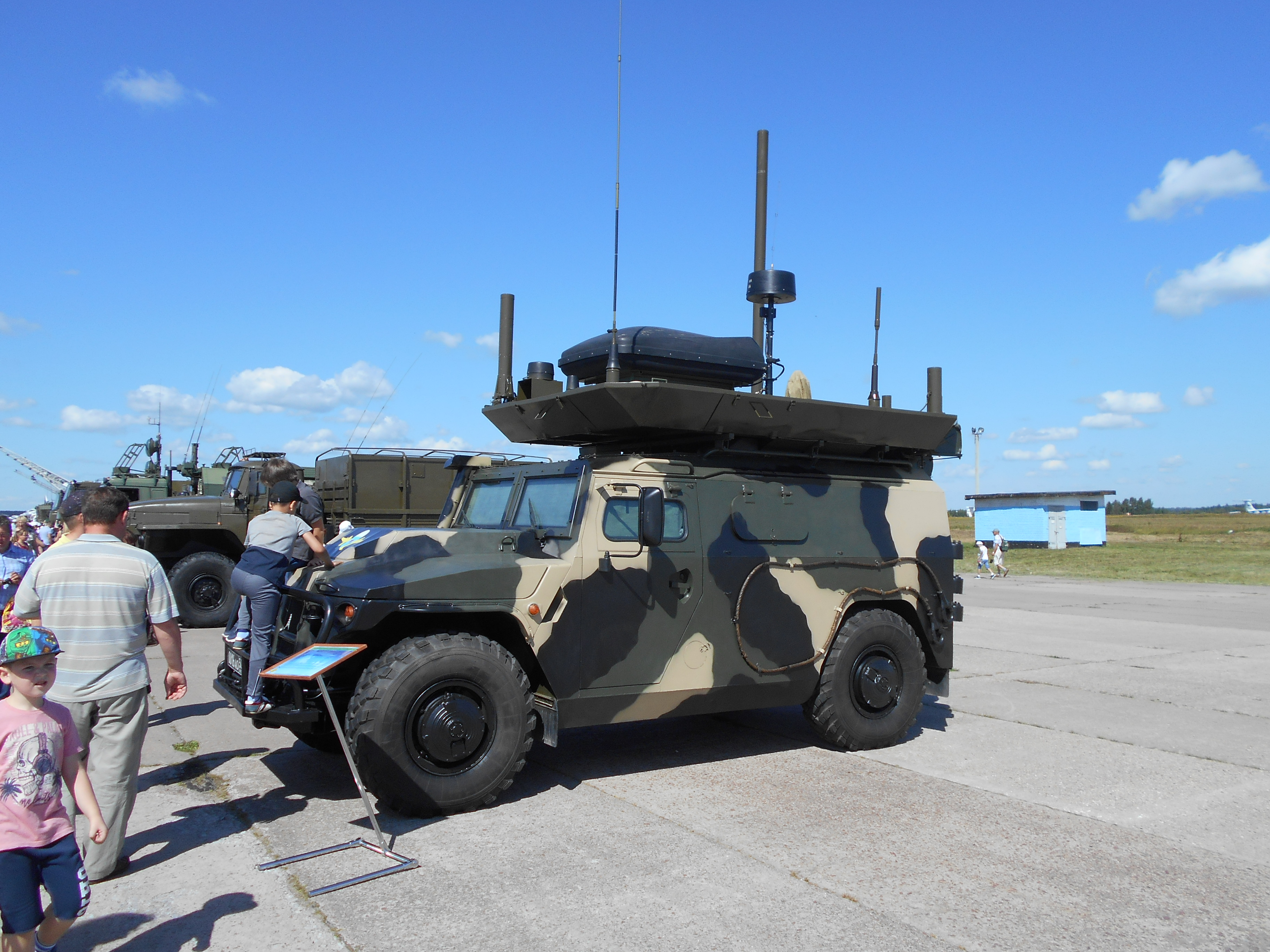
Комплекс РЭБ «Леер-2»

Машина управления с функциями комплексной аппаратной связи. На крыше машины расположена дополнительная бронированная надстройка для размещения аппаратуры и различных антенных устройств.
МРУ
Машина разведки и управления (МРУ) на базе АМН 233114 от ОПК. Машина оснащена РЛС малой дальности, тепловизионные средства наблюдения, видеокамерами. РЛС может быстро демонтироваться и использоваться экипажем вне бронемашины. РЛС позволяет обнаруживать объекты на расстоянии свыше 10 км. МРУ предназначена для оперативного фиксирования изменений боевой обстановки и передачи её на электронные карты в режиме «реального времени».
«Леер-2»
Мобильный автоматизированный комплекс радиоэлектронной борьбы «Леер-2» на шасси АМН 233114 от ВПК и ВНИИ „Эталон“. Комплекс позволяет ставить радиопомехи, имитировать работу РЭС, анализировать электромагнитную обстановку на месте.
Тигр — Nexter
Опытный проект 2012 года по интеграции систем компании Nexter в «Тигр». Проект включал три модуля инноваций.
Первый заключал в себе повышение эксплуатационных характеристик автомобиля: новые пуле- и миностойкие колёса фирмы «Хатчинсон» (Hutchinson), аналогами которым российская промышленность на тот момент не обладала. Миностойкие сиденья Nexter Safepro, система контроля энергосбережения Nexter Batcub.
Второй модуль заключал в себе повышение качества и глубины наблюдения: внедрение трёх контуров, помимо визуального:
- видеокомплекс Viper — до 100 м видимости;
- роботизированный комплекс Nerva — до 600 м видимости;
- электронная система Finders C2, которая позволяет принимать информацию от электронных систем разведки и принимать информацию от внешних источников целеуказания (например, БЛА, спутников, мощных радаров).

Третий модуль — оружейный. Пушечный дистанционно-управляемый модуль Nexter ARX20 снабжён 20-мм пушкой со стабилизацией и спаренным 7,62-мм пулемётом.
По политическим причинам в 2014 году проект был заморожен.

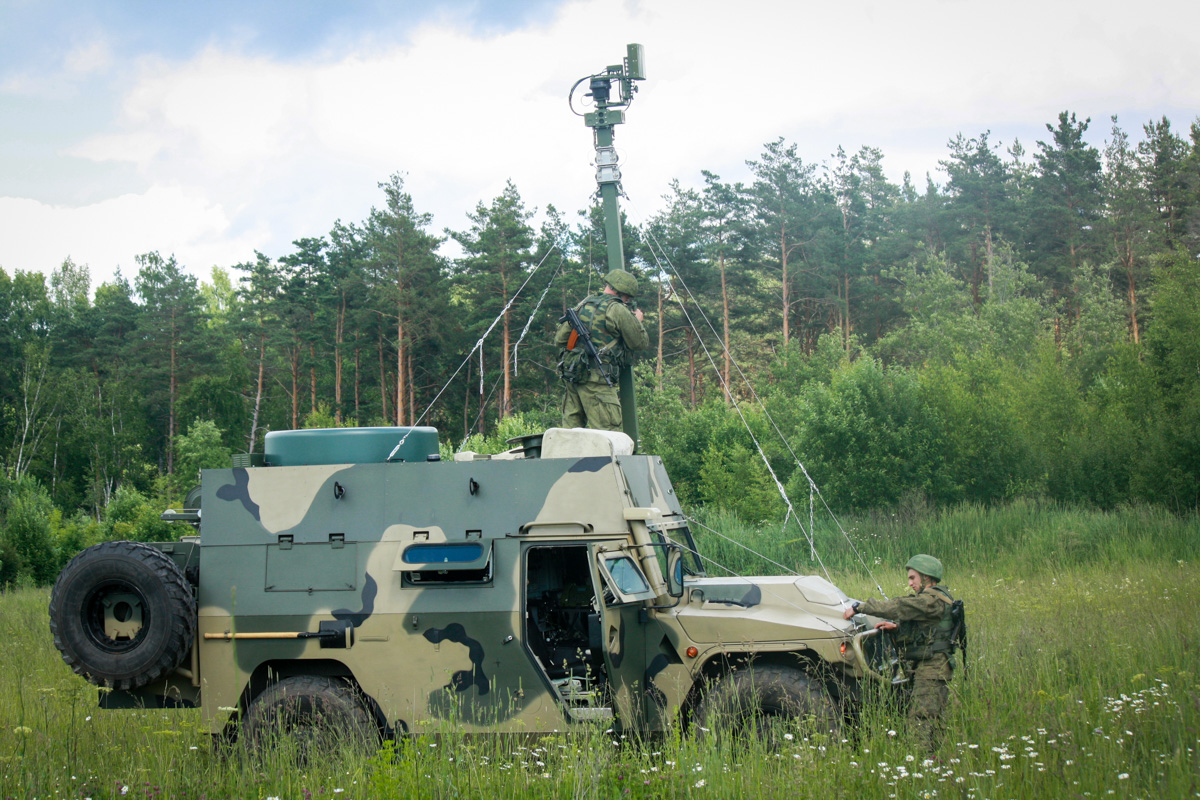
П-230Т
Машина связи, предназначенная для обеспечения командования защищённой видеоконференцсвязью. Поступила на вооружение ВДВ России в июне 2017 года.
РХМ-ВВ

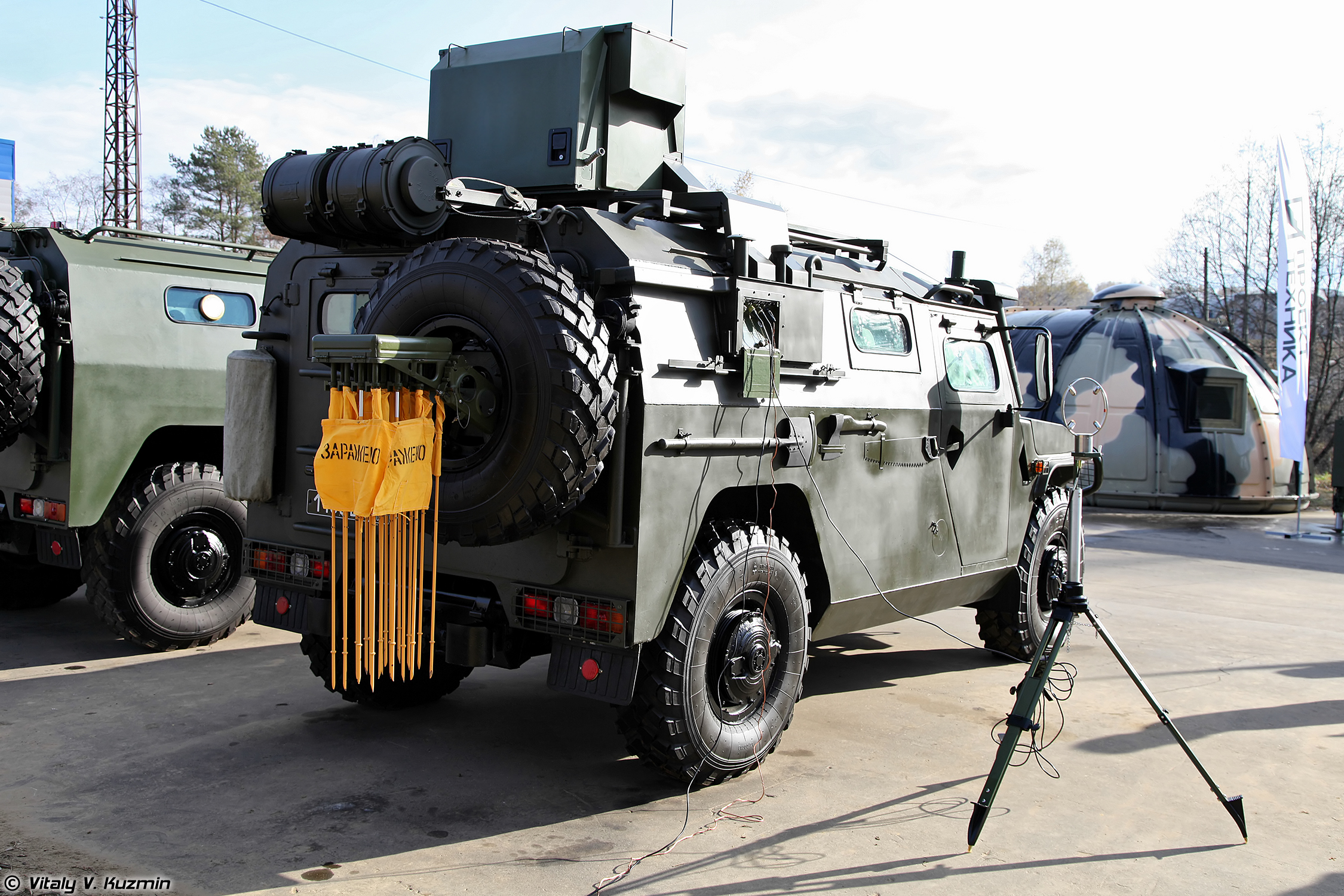
РХМ-ВВ на выставке «Интерполитех 2015»

Специальная машина радиационной, химической, биологической разведки для Внутренних войск МВД на базе ВПК-233114. Машина имеет баллистическую защиту, соответствующую 3 классу по ГОСТ Р 50963—96, и коэффициент ослабления проникающей радиации не менее 4. Внутренний объём бронированного корпуса РХМ-ВВ разделён герметичной перегородкой на два отсека. В переднем отсеке размещено отделение управления с рабочими местами командира и водителя. Во втором отсеке находится боевое отделение с рабочим местом химика-разведчика и смонтировано специальное оборудование. В корме корпуса предусматриваются укладки для индикаторных и сигнальных средств, выносной аппаратуры. РХМ-ВВ предназначена для ведения радиационной, химической, неспецифической биологической разведки, оперативного дозиметрического контроля радиационной обстановки, обнаружения загрязнения радиоактивными веществами различных поверхностей, а также обнаружения паров и аэрозолей отравляющих и других токсичных веществ в воздухе, химического заражения местности, оперативного экспресс-контроля биологической безопасности атмосферного воздуха.
Характеристики:
- Экипаж, человек: 3
- Приборы разведки: радиационной ДКГ-07БС, МКС-07Н, химической КПХР-З, ВПХР, биологической АСП-13
- Средства метеонаблюдения: АМК-П
- Система постановки завес: 6 ПУ 902Г «Туча-2»
- Средства обеспечения обитаемости: ФВУ-100А-24, кондиционер

ЗСА
Медицинский автомобиль в двух вариантах: санитарно-эвакуационная машина ЗСА-Т (машина для поиска и сбора раненых) и санитарно-медицинская машина ЗСА-П (машина для развёртывания медицинского пункта батальона).
«Айболит»
Санитарно-эвакуационная машина «Айболит» впервые представлена в 2017 году на выставке средств обеспечения безопасности «Комплексная безопасность — 2017», проходившей в г. Ногинске. Разработкой занималась «ВПК». «Айболит» может транспортировать до четырёх лежачих или до четырёх сидячих раненых. Погрузка раненых в машину производится прямо на носилках через кормовую одностворчатую дверь. Полезный забронированный объём, предназначенный для раненых, составляет 7,7 м3. Бронированный корпус и бронестёкла обеспечивают баллистическую защиту по ГОСТ Р 50963—96.

### АСН-233115

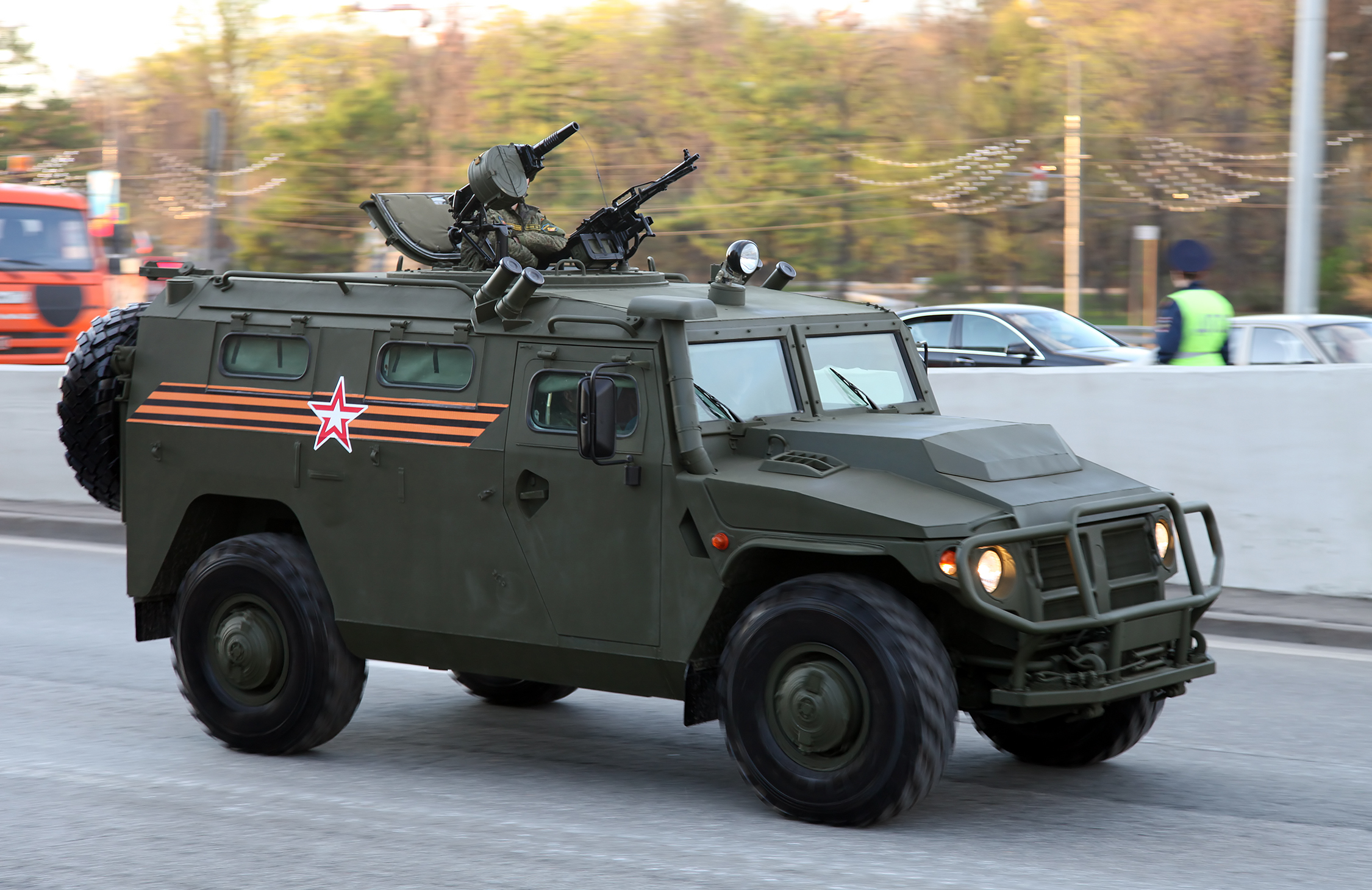
АСН 233115 «Тигр-М» СПН

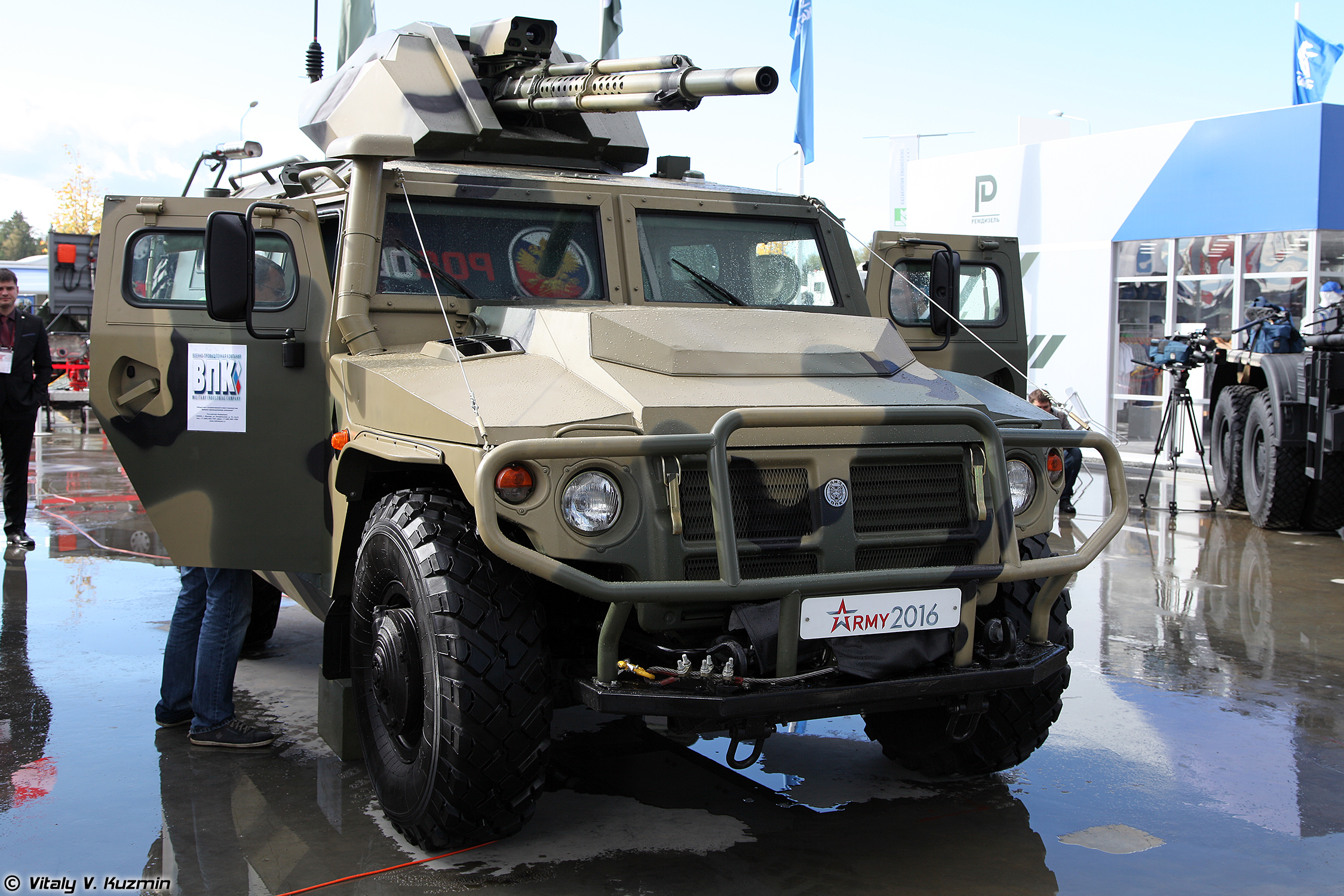
БРШМ

Вариант для сил спецназначения. Может буксировать прицеп массой 2,5 тонны по любой местности. Бронирование соответствует уровню 1 баллистической защиты по STANAG 4569. Машина выдерживает подрыв 0,6 кг ВВ под колесом или днищем. Количество посадочных мест — 6.
Общие данные
- Снаряжённая масса, кг: 6880
- Полная масса, кг: 8080
- Полная масса буксируемого прицепа по всем видам дорог и местности, кг, не более: 2500
- Максимальная скорость движения по шоссе при полной массе без ограничения по времени, км/ч, не менее: 110
- Запас хода по контрольному расходу топлива, км, не менее: 1000
- Максимальный преодолеваемый подъём, град., не менее: 60 (31)
- Наибольший угол косогора, град., не менее: 20
- Наибольшая высота преодолеваемой вертикальной стенки, м, не менее: 0,4
- Наибольшая ширина преодолеваемого рва, м, не менее: 0,5
- Наибольшая глубина преодолеваемого брода, м, не более: 1,2
- Двигатель, марка: ЯМЗ 5347-10 / 5347-11
- Максимальная мощность, л. с./мин−1: 215/2600

БРШМ
Бронированная разведывательно-штурмовая машина с 30-мм пушкой 2А72 и спаренным пулемётом ПКТМ на базе АСН 233115. Пушка расположена в необитаемом модуле с СУО от робота «Уран-9». Создана специалистами «ВПК» и «766 УПТК» на базе АСН 233115. Полная масса не более 8400 кг.
АСН-233115-0000010-10 «Тигр-М»
Вариант с комплектом дополнительного бронирования. Общая масса составляет 8980 кг. В комплект входят:
1. 1 бронеэкран для защиты моторного отсека на ограждении передка;
2. 1 бронеэкран для центральной части капота;
3. 1 бронеэкран для защиты передка над капотом;
4. 2 бронеэкрана для защиты задних колёс;
5. 2 бронеэкрана для боковых дверей;
6. 2 бронеэкрана для защиты передних колёс и моторного отсека;
7. 1 набор крепежей для доработки АМН и АСН под монтаж КДБ;
8. техническая документация.

Автомобиль может передвигаться по грунтовым дорогам в удовлетворительном, разбитом или размокшем состоянии. Однако его нельзя использовать во время распутицы, на болотистых участках и в оврагах с влажным покрытием.
Сниженная скорость автомобиля признана недостаточной для решения поставленных задач. По результатам испытаний было рекомендовано исключить из комплекта бронирование лобового остекления и окон боковых дверей, а также нижнюю половину бронеэкранов колёс. Вместо этого рекомендуется включить бронирование фар, передних углов и бортов машины.

### АБШ-233116
«Корнет-Д/ЭМ»

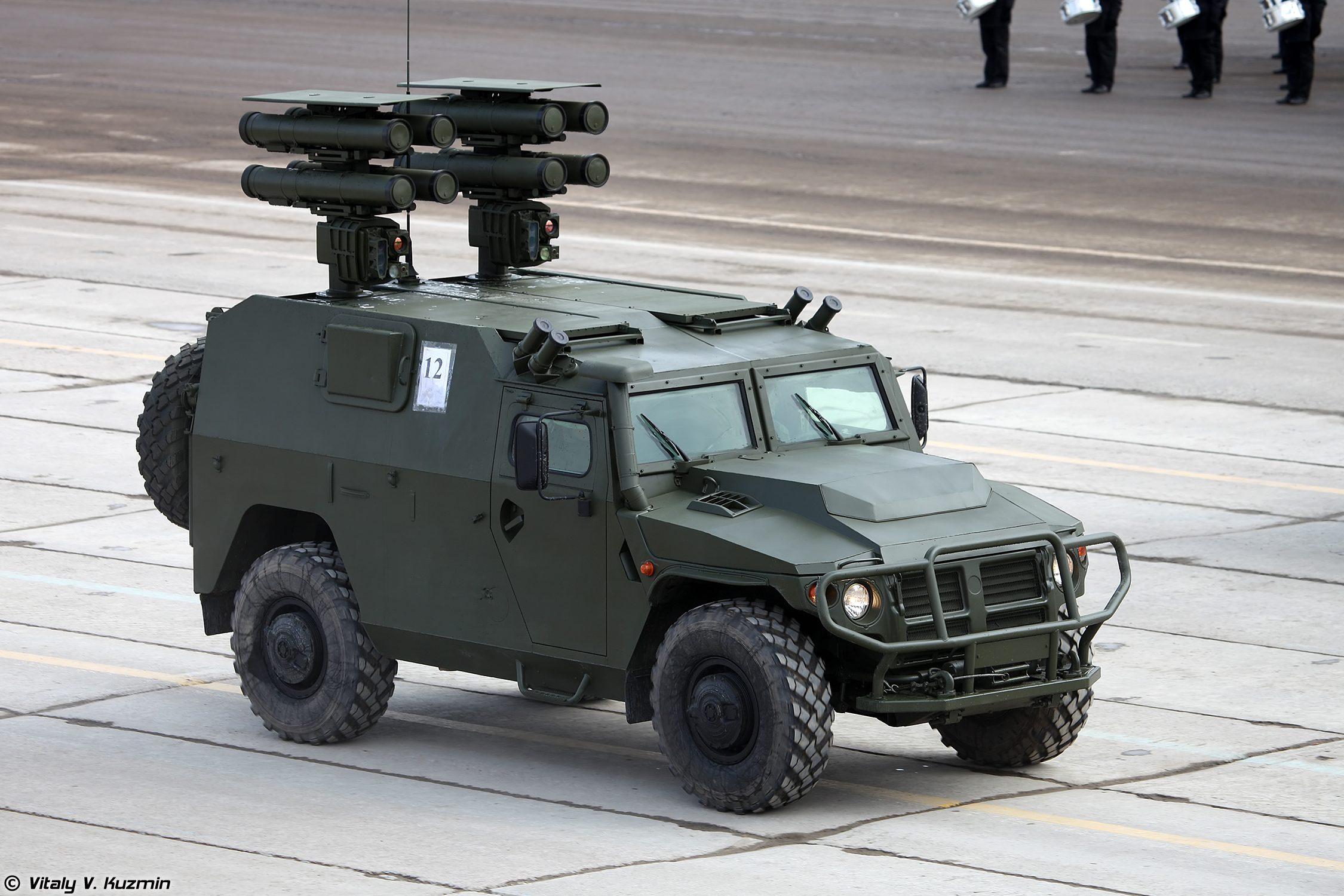
«Корнет-Д»

Вариант с установкой на шасси ВПК-233116 противотанкового ракетного комплекса «Корнет-Д» разработки тульского Конструкторского бюро приборостроения (КБП).
«Гибка-С»
Зенитный ракетный комплекс (ЗРК) «Гибка-С», разработанный «НПК „КБМ“», создан на основе комплекса управляемого вооружения «Гибка», с возможностью применения ПЗРК «Верба» или «Игла-С», на шасси ВПК-233116. В состав ЗРК входит до шести боевых машин отделений стрелков-зенитчиков ПЗРК (БМО) — пусковых установок, и машина разведки и управления командира взвода ПЗРК (МРУК).
МРУК предназначена для целеуказания и автоматизированного управления действиями шести подчинённых БМО, или четырёх отделений стрелков-зенитчиков, оснащённых комплектами средств автоматизации 9С935, а также для оперативного взаимодействия с вышестоящими командными пунктами. Экипаж МРУК — три человека: командир взвода, оператор-телефонист, водитель. Экипаж БМО — четыре человека: командир отделения ПЗРК, два зенитчика и водитель.

### АМН-233117
«Тигр-МД»
Вариант для Воздушно-десантных войск России. «Тигр-МД» создан с возможностью парашютного десантирования.

### «Лис-ПМ»
Белорусская модификация «Тигра-М».

## Зарубежные модификации

### Китайские[40]

#### Яньцинь «Тигр» (燕京 猛虎)[41]
- YJ2081C Двухдверная (с дополнительными дверями на задке) бронированная машина
- YJ2081A Четырёхдверная командирская версия
- YJ2081B Разведывательная версия
- YJ2120D Бронированная машина сопровождения

#### Яньцинь «Защитник» (燕京 卫士)[42]
- YJ2080B Разведывательная версия
- YJ2080C1 Машина для подавления беспорядков
- YJ2080C Двухдверная (с дополнительными дверями на задке) бронированная машина
- YJ2080C2 Оборудована установкой для запуска управляемых ракет (аналог «Корнет-Д»)

### Канадские
- Streit Group Falcon-APC — военный бронеавтомобиль, выпускаемый канадской компанией «Streit Group», аналог экспортной модификации «Тигр»[43][44]

## Автомобиль Nimr
После отказа арабской компании BJG продолжать работы по проекту с российской компанией ПКТ у каждой из сторон остался пакет технической документации, вдобавок в Абу-Даби остались три опытных образца бронеавтомобилей, проходивших после экспонирования на IDEX-2001 испытания в пустынных условиях.
Вскоре в Иордании в Аль-Дулайле по заказу Генерального штаба ОАЭ фирмами BJG и KADDB было создано совместное предприятие Advanced Industries of Arabia (AIA, 80 % акций у BJG), на заводе которой, начиная с июня 2005 года, в течение 18 месяцев были собраны 500 бронеавтомобилей Nimr в четырёх различных исполнениях, в том числе с колёсной формулой 6 × 6 грузоподъёмностью 5 тонн. По сравнению с опытными образцами новые машины укомплектованы двигателем MTU 6R 106 мощностью 325 л. с., трансмиссией Allison LCT 1000 и отличаются геометрией бронекорпуса и обычной пружинной подвеской колёс. 
Впервые машины Nimr базового варианта были продемонстрированы в 2005 году на выставке IDEX-2005, где BJG объявила о подписании соглашения с индийской Vectra Group о создании в Индии совместного производства этих автомобилей (однако до сих пор никакого производства автомобилей Nimr в Индии не начиналось).
В 2007 году на выставке IDEX-2007 компания AIA продемонстрировала разработанное в инициативном порядке семейство машин Nimr II, являющееся дальнейшей разработкой базового варианта машины Nimr. В числе улучшений заявлялись: круговая баллистическая защита доведённая до уровня 3 В6 стандарта STANAG 4569; базовая противоминная защита от взрыва мин весом до 6 кг; увеличенная с 320 до 350 л. с. мощность двигателя; увеличенная до 2,5 тонны грузоподъёмность. Кроме колёс, двигателя и коробки передач, все составляющие платформы Nimr, включая карданную передачу, шасси и броню были разработаны и произведены компанией BJG.

## Операторы

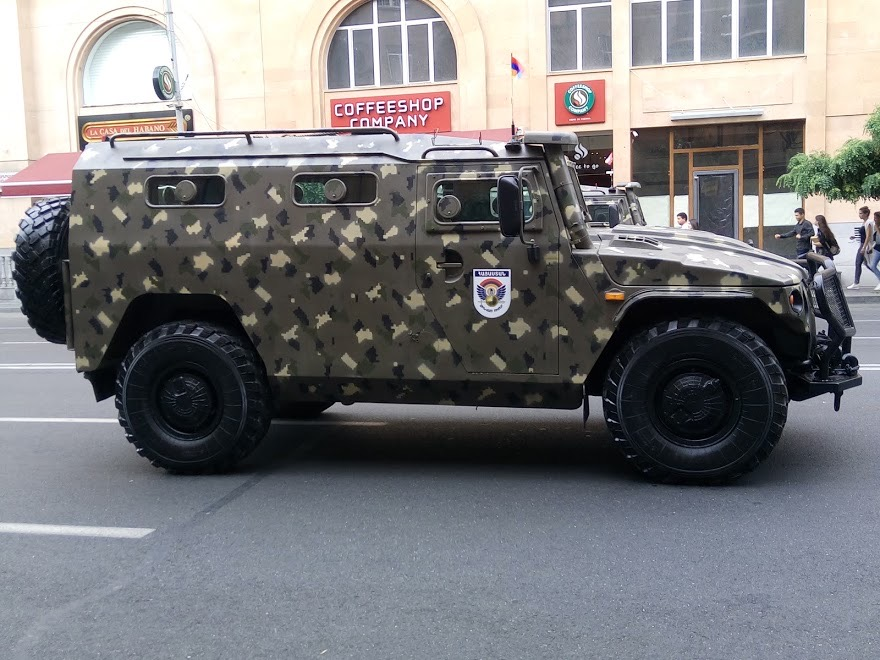
Армянский «Тигр» на параде в Ереване

- Армения — некоторое количество бронеавтомобилей «Тигр» на вооружении по состоянию на 2024 год[47][48].
- Беларусь — некоторое количество бронеавтомобилей «Тигр» на вооружении по состоянию на 2024 год[49]. Не менее 20 на вооружении, из которых не менее 10 — белорусская версия «Лис-ПМ»[50].
- Гвинея — с 2012 года[51][52].
- Замбия — 22 бронеавтомобиля «Тигр» на вооружении по состоянию на 2024 год[53].
- Иордания[54]
- Казахстан[55]
- Кыргызстан — 54 бронеавтомобиля «Тигр» на вооружении по состоянию на 2024 год[56]. Все было приобретено 55 бронеавтомобилей[57][58].
- Китай[59][60]
- Республика Конго ― 7 бронеавтомобилей «Тигр» на вооружении по состоянию на 2024 год[61].
- ОАЭ[54]
- Россия — некоторое количество бронеавтомобилей «Тигр», «Тигр-М», «Тигр-М СпН» на вооружении по состоянию на 2024 год[56].
- Словакия[62]
- Таджикистан — некоторое количество бронеавтомобилей «Тигр» на вооружении по состоянию на 2024 год[63].
- Узбекистан — некоторое количество бронеавтомобилей «Тигр-М» на вооружении по состоянию на 2024 год[63].по информации ТАСС заказано «несколько десятков» бронемашин ВПК-233136 «Тигр» в специальной комплектации[64].
- Украина — некоторое количество трофейных бронеавтомобилей различных модификаций[65].
- Уругвай[66]

## Боевое применение

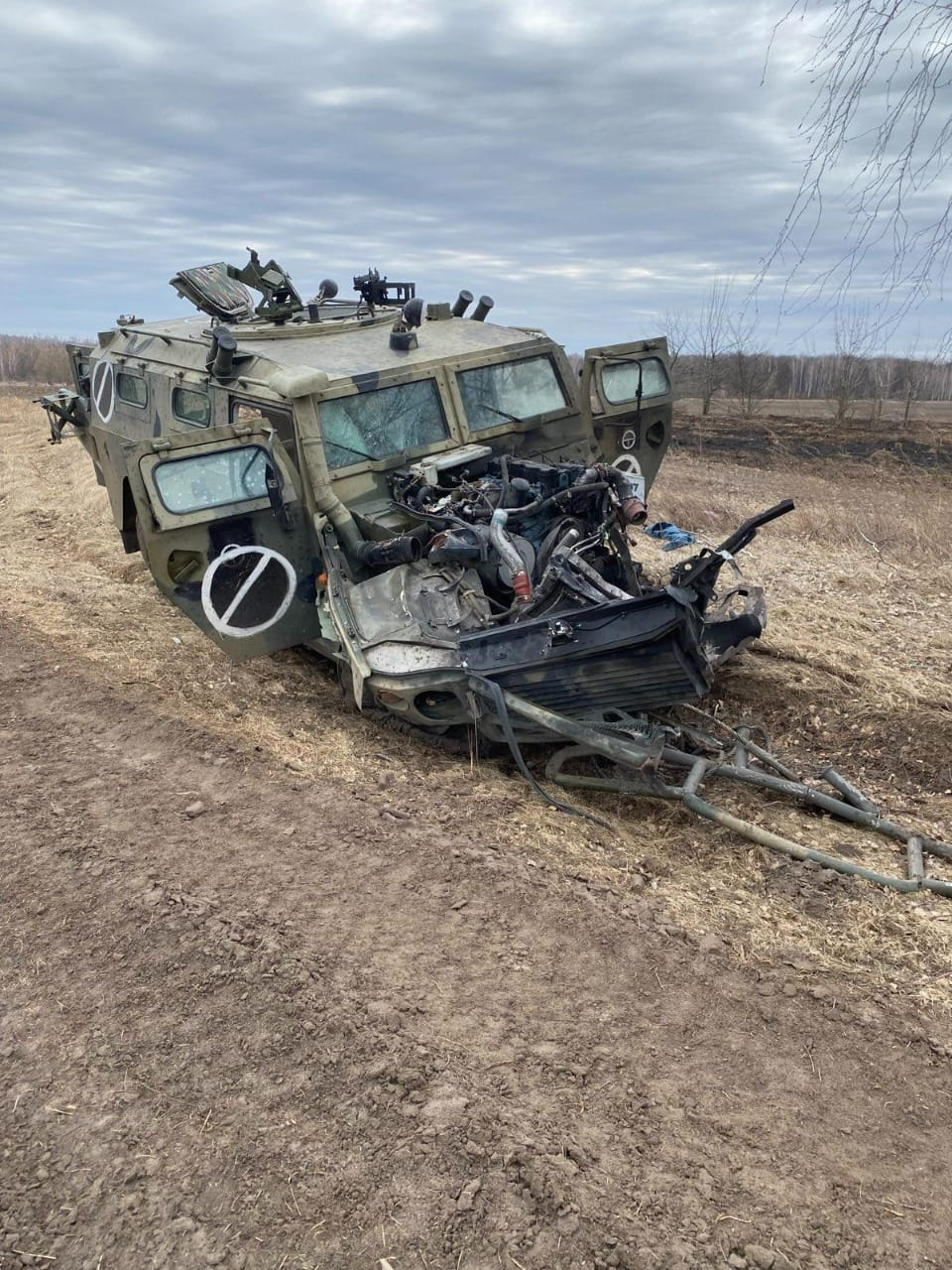
Подбитый «Тигр»

Российско-украинская война (2014-)
Автомобили семейства активно использовались во время российской аннексии Крыма весной 2014 г. Также «Тигры» различных модификаций широко используются при широкомасштабном российском вторжении на территорию Украины. Около 30 единиц различных модификаций было захвачено украинской стороной.
Конфликт на киргизско-таджикской границе (2022);
Несколько «Тигров» использовались Киргизией во время пограничного конфликта с Таджикистаном в сентябре 2022 года.

## Изображения

АМН 233114 на репетиции Парада Победы с дистанционно управляемым боевым модулем Арбалет-ДМ
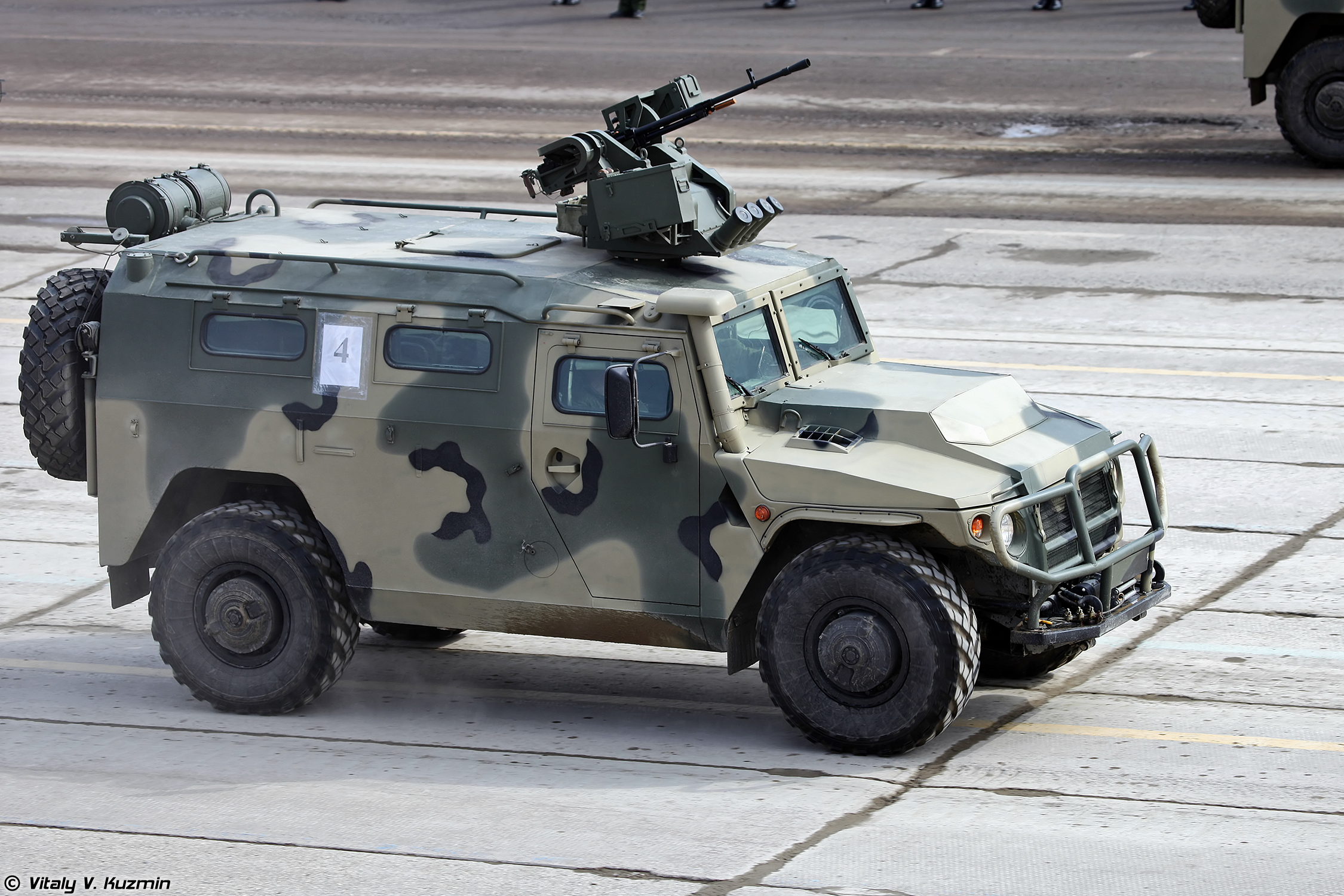
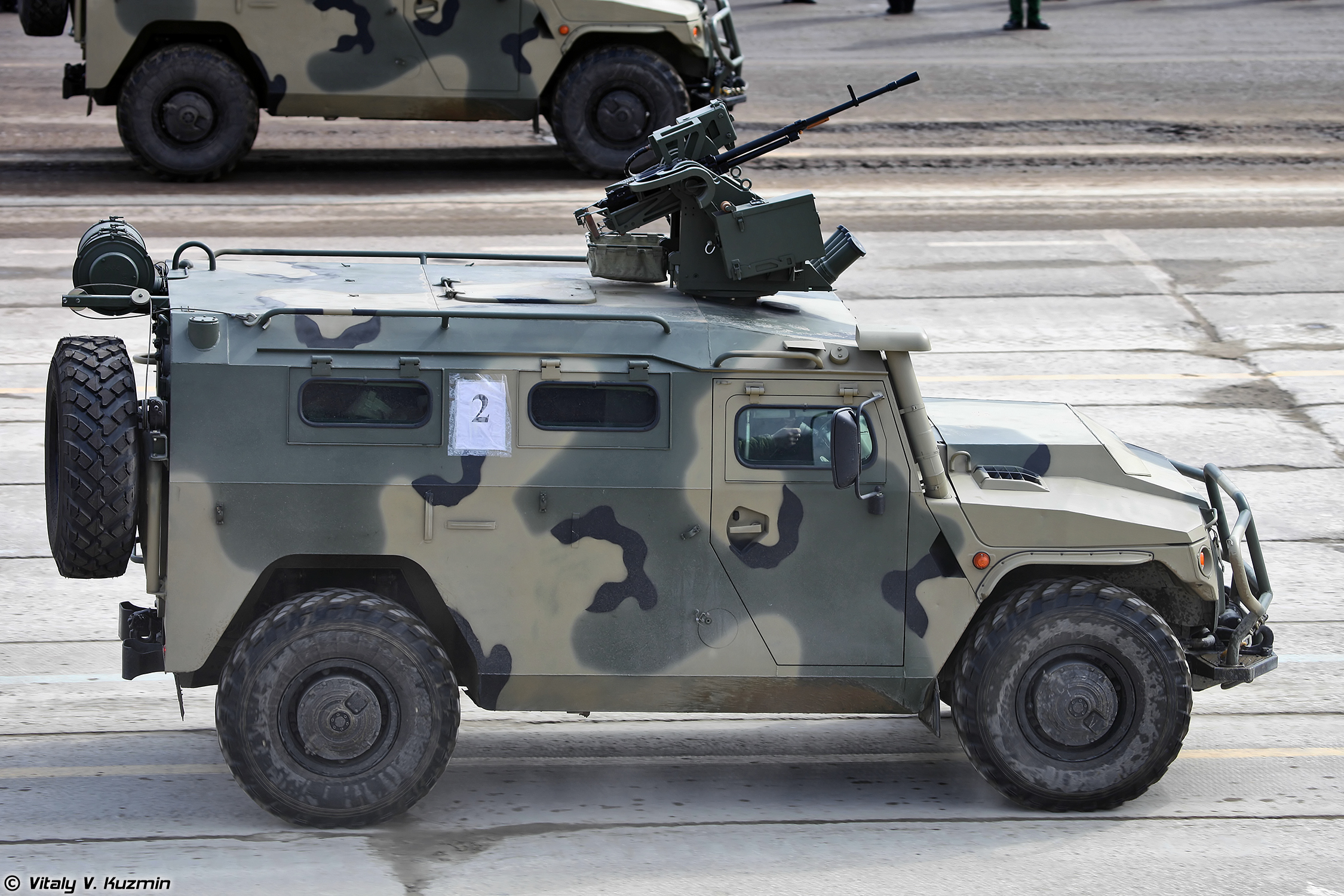
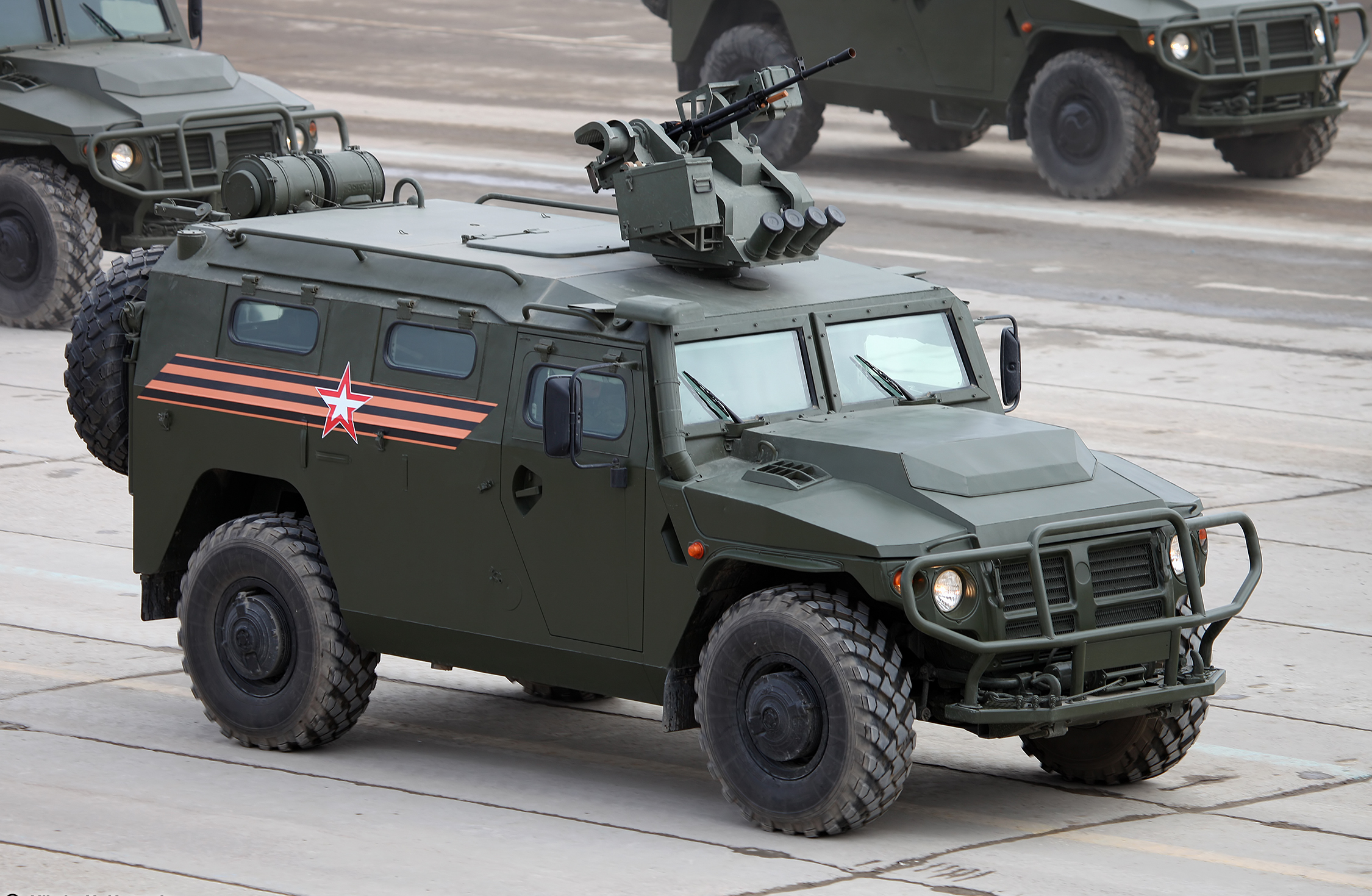
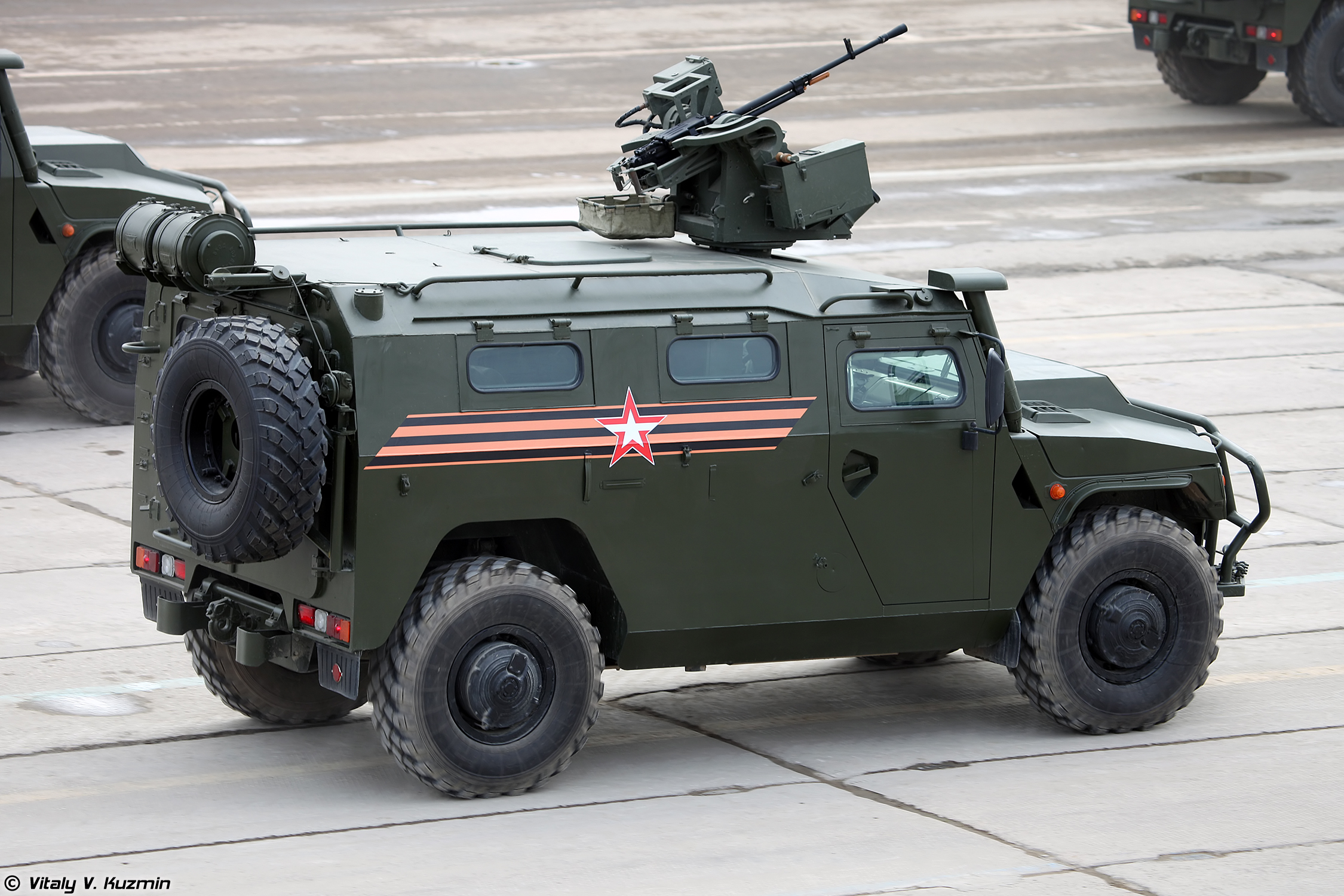

АМН 233114 на международном форуме «Технологии в машиностроении» — 2012
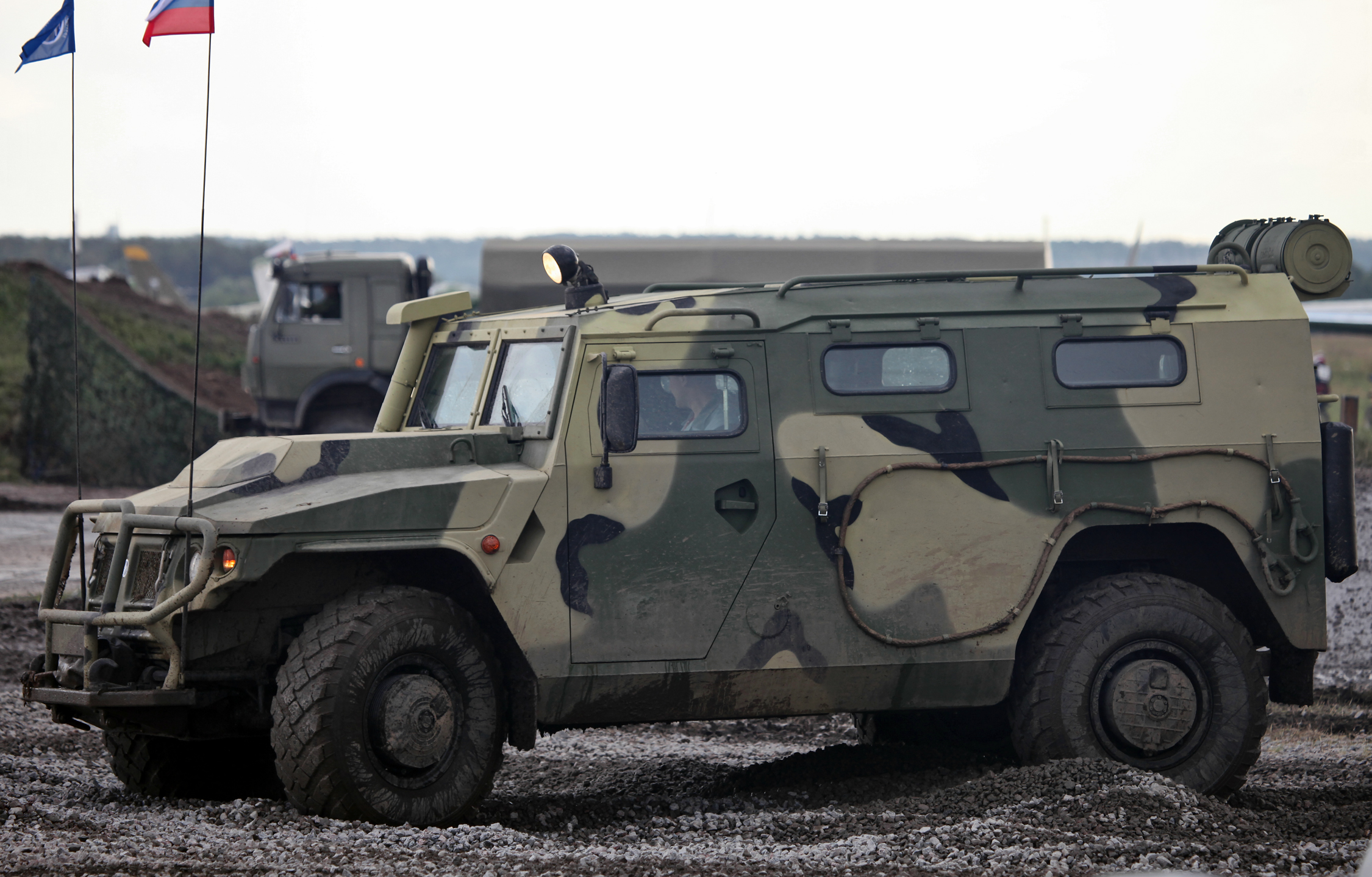
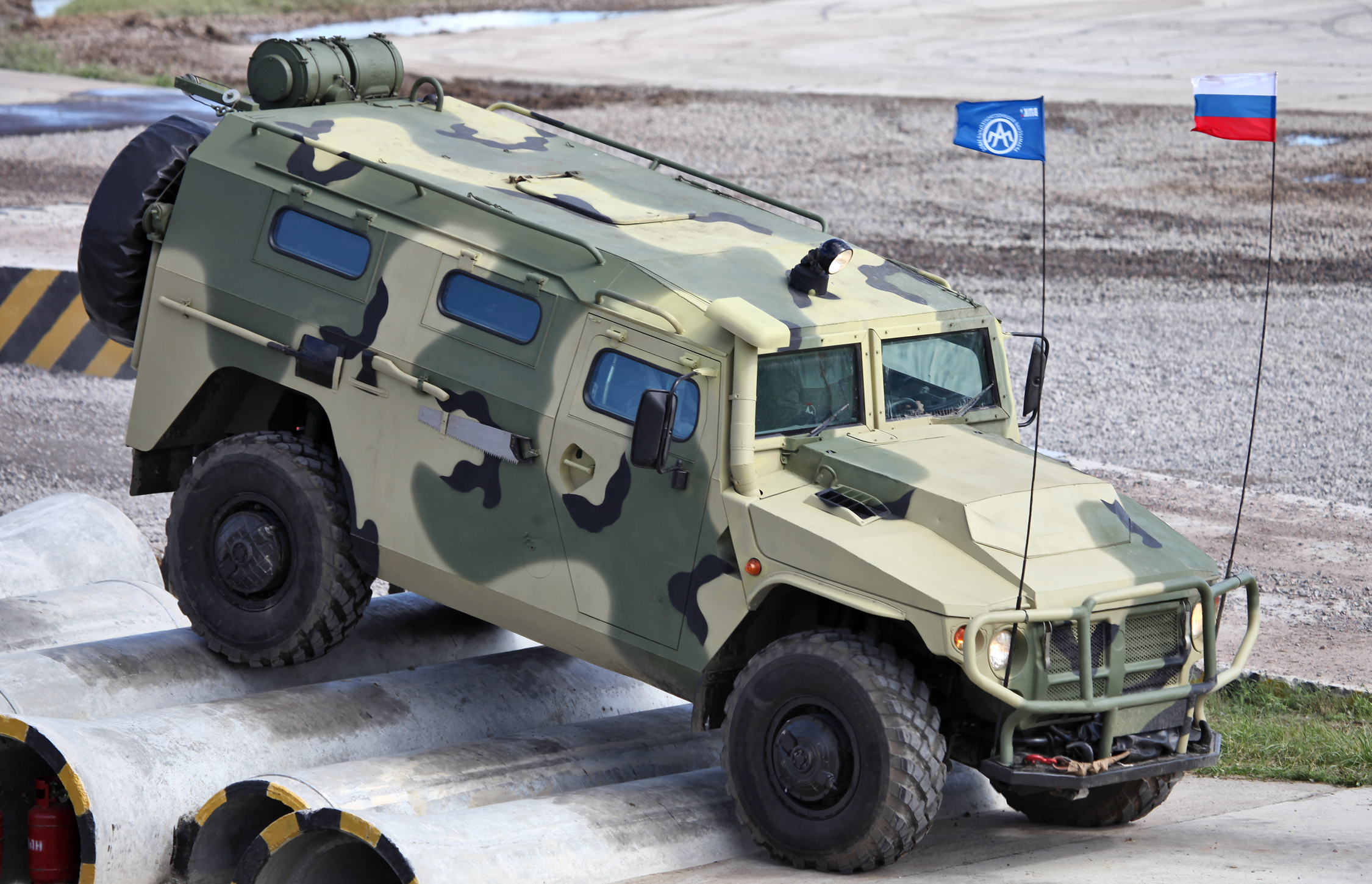
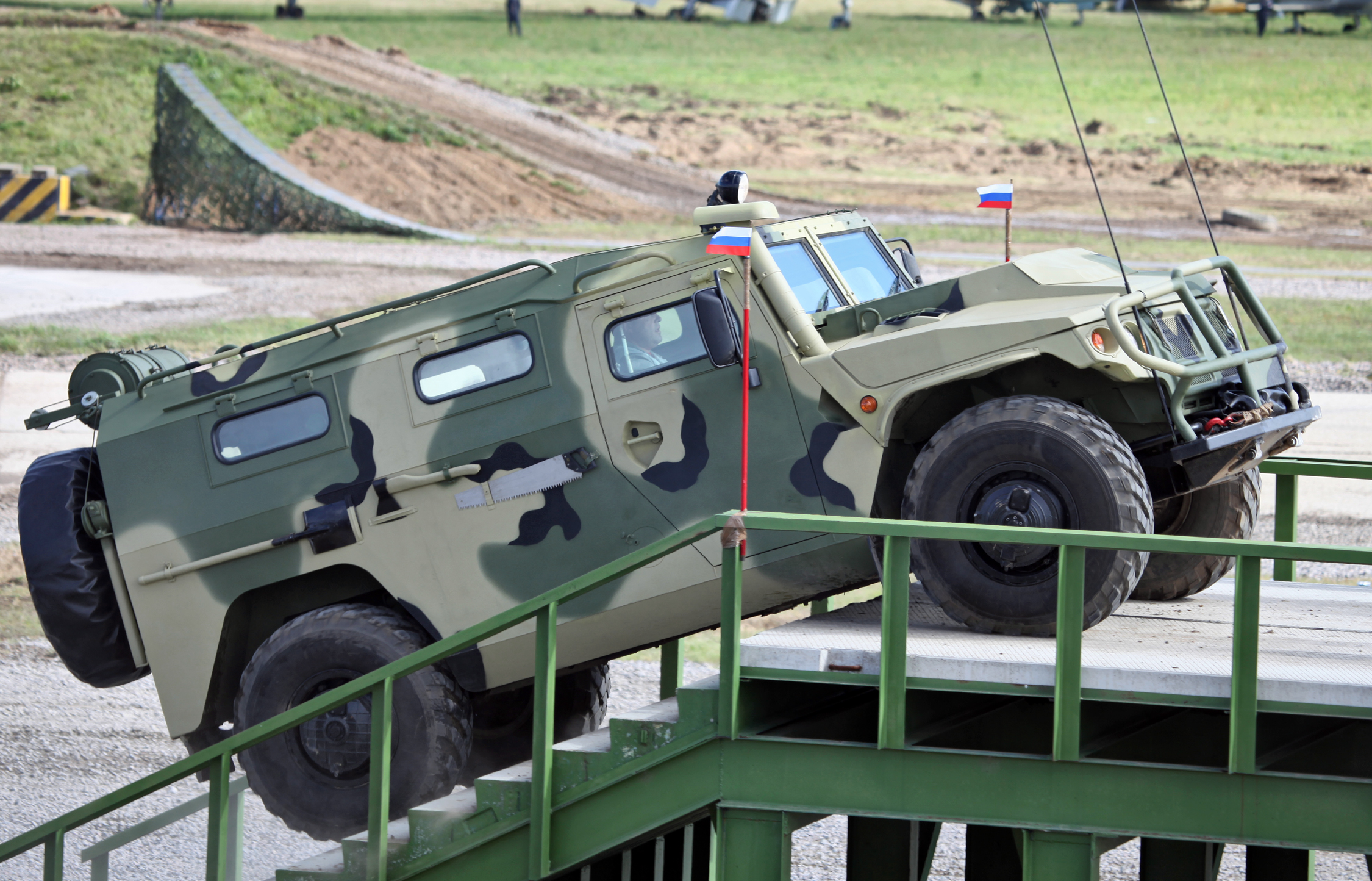
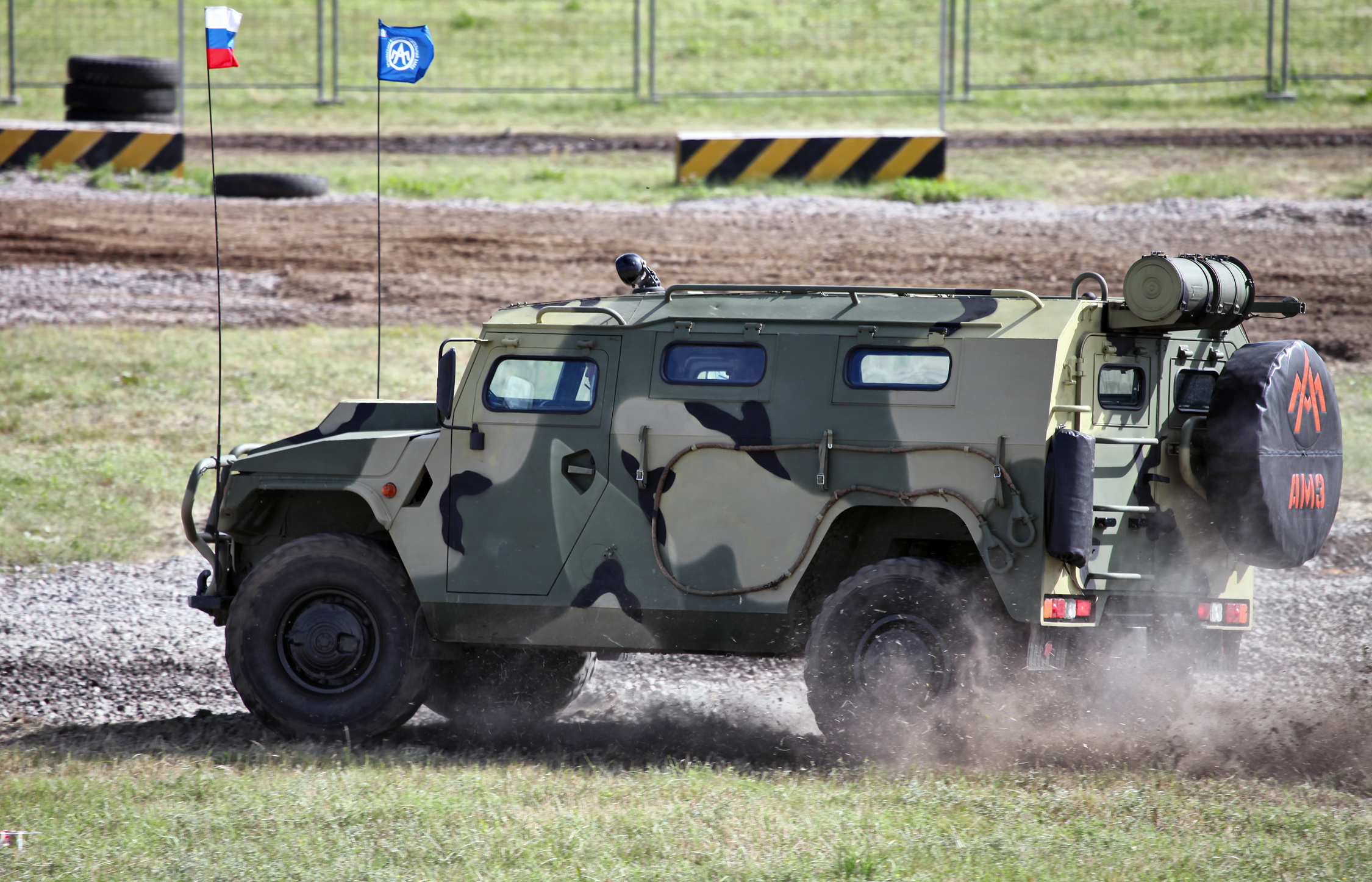
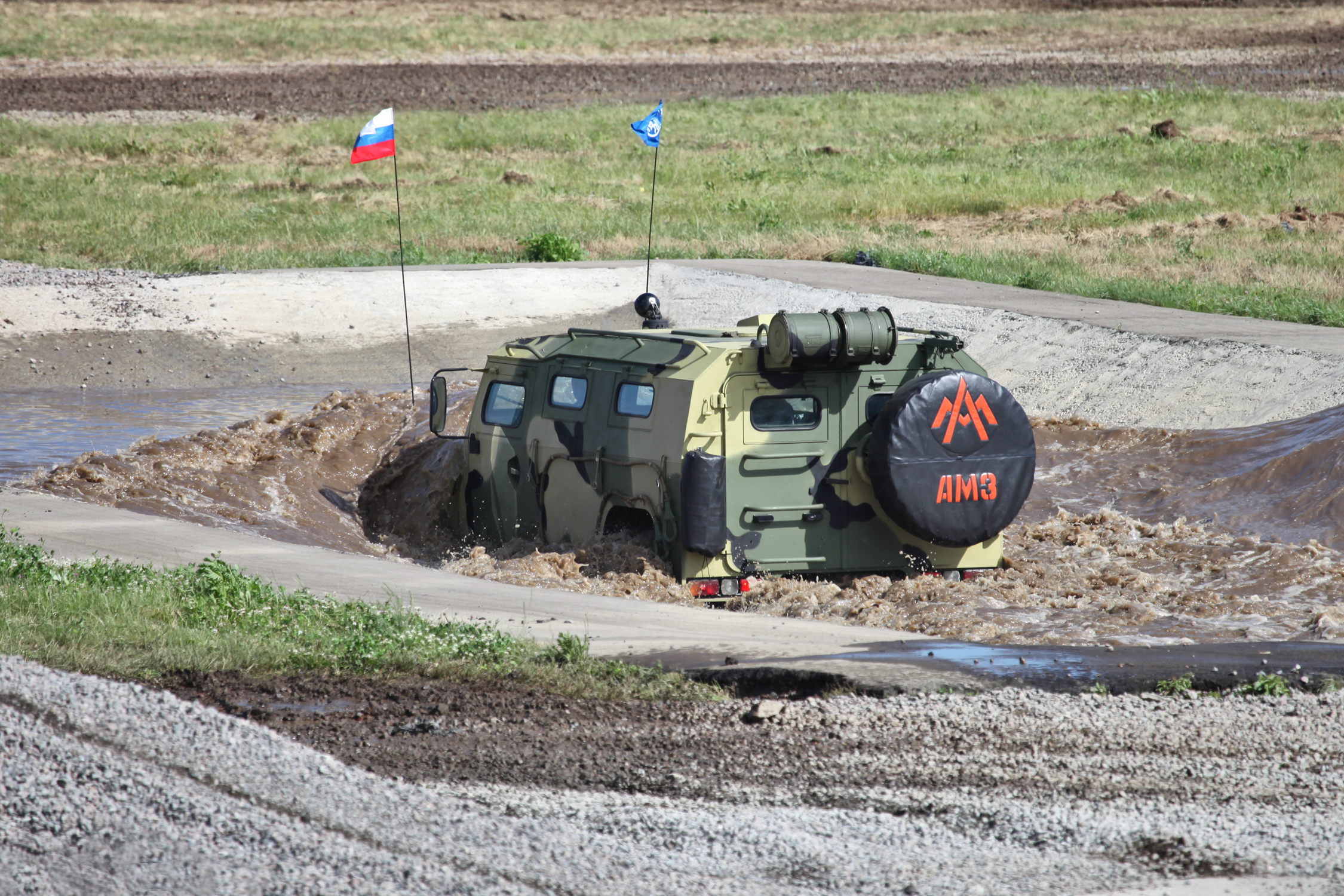